# Submarino

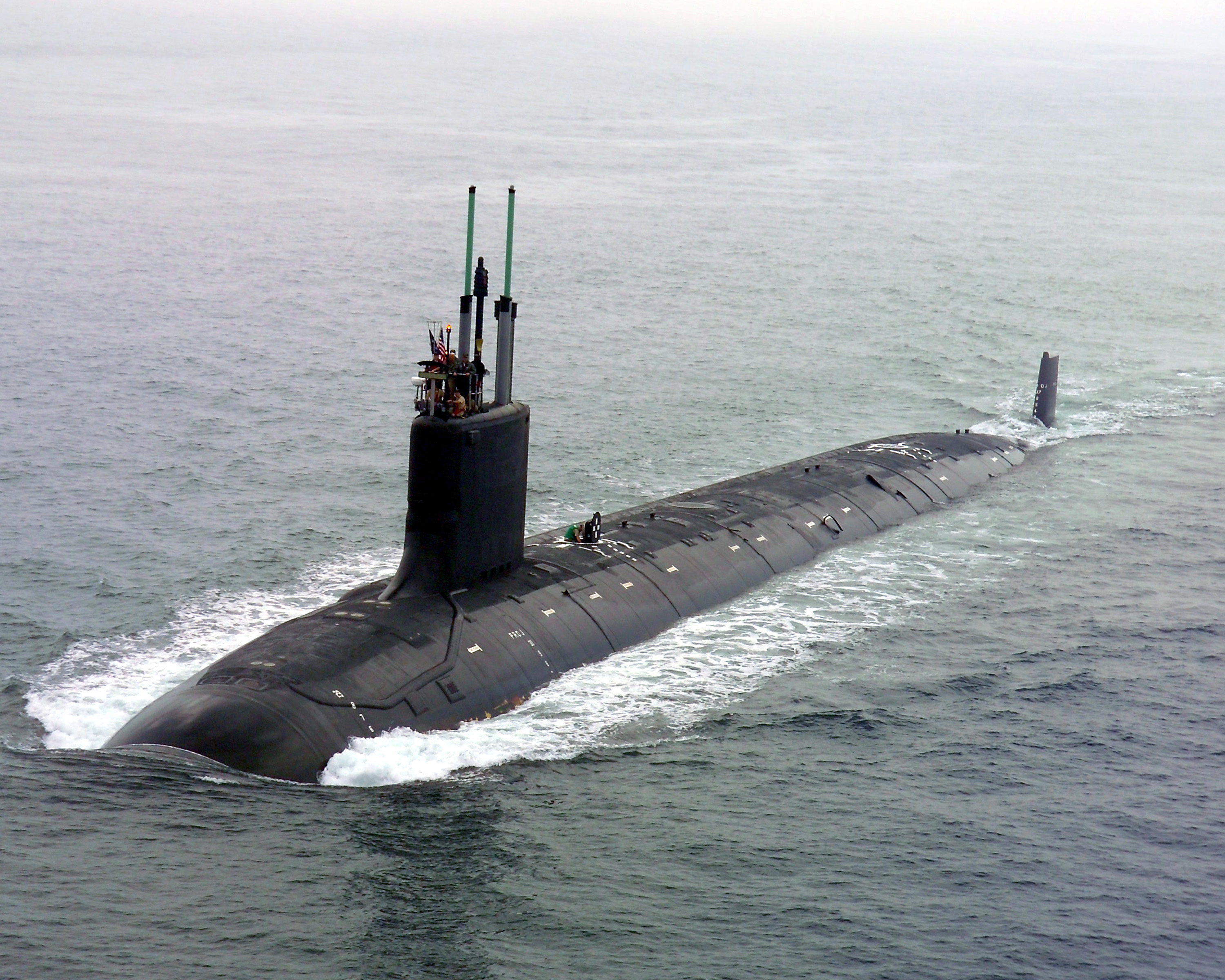
Submarino nuclear clase Virginia, de la Marina de EE. UU.

Mapa que muestra operadores de submarinos (verde) y operadores de submarinos de misiles balísticos (naranja).

Un submarino es una nave capaz de operar tanto en la superficie como bajo el agua, diseñada para diversas funciones que incluyen usos militares, científicos y recreativos.

## Tipología de submarinos
Los submarinos pueden clasificarse según su propósito principal. Existen submarinos civiles, orientados a la investigación científica o el turismo, y submarinos militares, diseñados para operaciones de defensa y ataque. Cada tipo presenta características constructivas, operativas y tecnológicas particulares.

### Submarinos y sumergibles civiles
Los submarinos civiles suelen ser considerablemente más pequeños que sus equivalentes militares, dado que están diseñados para optimizar el espacio disponible. Los modelos turísticos operan principalmente en regiones tropicales o zonas con aguas claras, y están destinados a ofrecer experiencias visuales a los pasajeros. Estos submarinos tienen capacidad para entre 25 y 50 personas, y pueden realizar más de diez inmersiones diarias. 
Su diseño está inspirado en los submarinos de investigación, con amplias portillas que permiten observar el entorno marino. Los componentes mecánicos más voluminosos suelen ubicarse fuera del casco para maximizar el espacio interno, que aun así resulta limitado. La mayoría de estos sumergibles funciona con baterías eléctricas, lo que limita su velocidad pero favorece una operación silenciosa y sostenible.
En el uso común, el término "submarino" se refiere a una nave que puede operar de forma autónoma tanto en la superficie como bajo el agua. Sin embargo, existen también los sumergibles, diseñados para funciones específicas como el rescate, la investigación o el salvamento. Estos suelen tener movilidad limitada y dependen de una embarcación nodriza para su transporte y suministro de energía y aire mediante un "cordón umbilical".

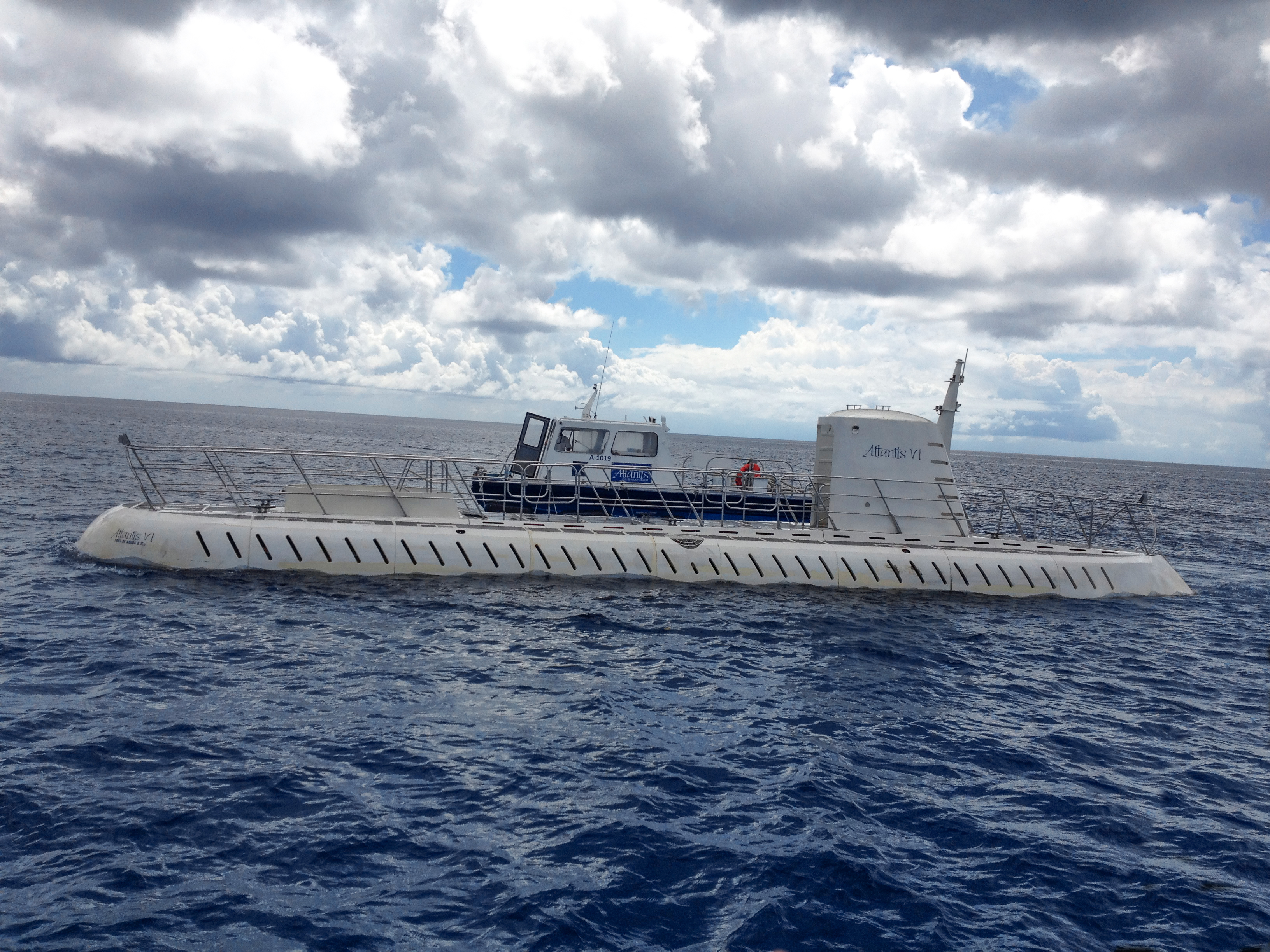
Sumergible civil utilizado en Aruba para explorar el fondo marino.

Las batisferas son sumergibles sin sistema de propulsión propio, empleados para inmersiones a grandes profundidades. Uno de sus antecesores es la campana submarina, una estructura con fondo abierto que se sumergía desde la superficie. Por su parte, los batiscafos son sumergibles autopropulsados también diseñados para profundidades extremas, aunque requieren de un buque nodriza para su despliegue. Un ejemplo notorio es el DSV Alvin, utilizado para investigar el lugar del hundimiento del Titanic.
En épocas recientes se han popularizado los sumergibles operados por control remoto (ROVs, por sus siglas en inglés), empleados en tareas de inspección, reparación y exploración en entornos de gran profundidad o peligrosidad, donde la presencia humana resulta inviable.

### Submarinos militares

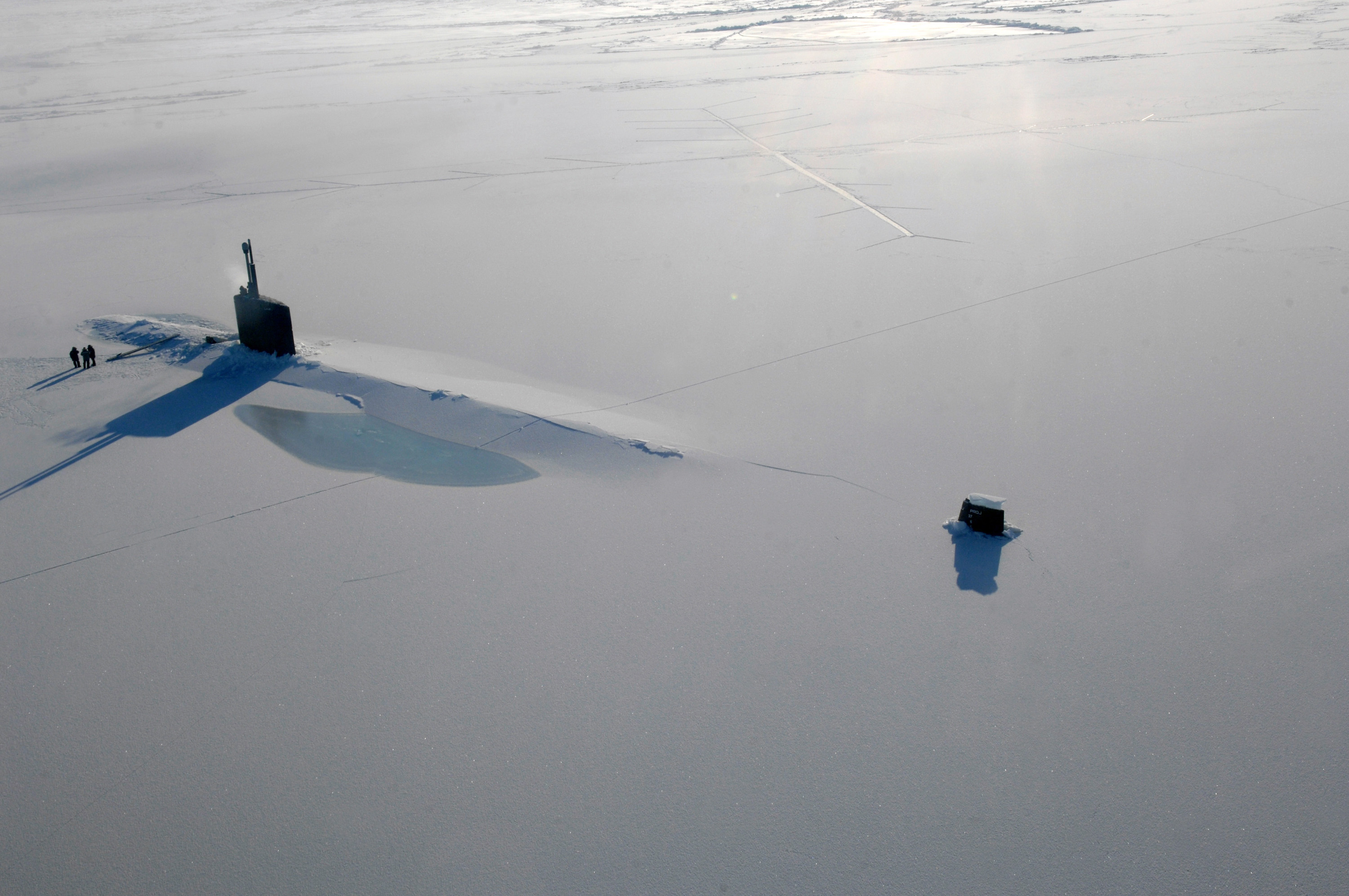
El submarino estadounidense USS Annapolis en el Océano Ártico, marzo de 2009.

Existen muchos más submarinos militares que civiles en operación, debido a su importancia estratégica. Su capacidad para navegar de forma discreta a grandes profundidades los convierte en plataformas ideales para misiones de vigilancia, disuasión y ataque. 
El diseño de estos submarinos está altamente enfocado en la reducción del ruido para evitar su detección, ya que el sonido se propaga con mayor facilidad en el agua que en el aire. Algunos modelos avanzados son tan silenciosos que generan a su alrededor una "zona de silencio", cuya análisis también puede revelar su presencia. Estas naves pueden portar torpedos, misiles balísticos o crucero, y en algunos casos, armamento nuclear, lo que les otorga un papel clave en la disuasión militar global.

## Inmersión y navegación

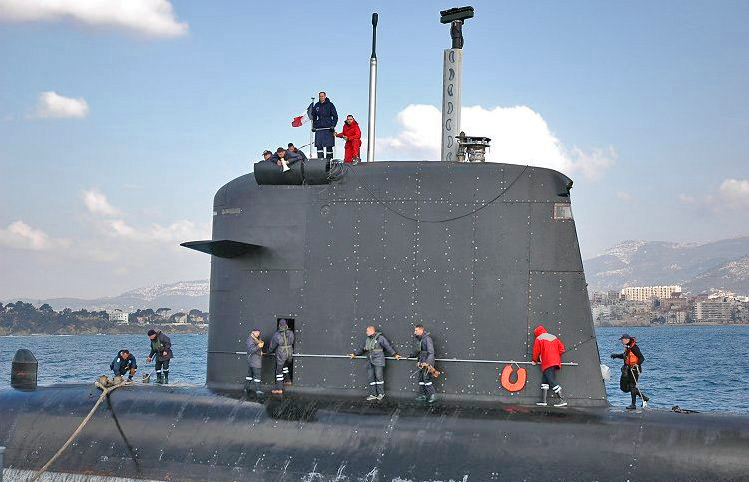
Vela del submarino nuclear francés Casabianca; adviértanse los planos de inmersión, los mástiles camuflados, el periscopio, los mástiles de guerra electrónica y la puerta.

Todos los barcos, así como los submarinos en superficie, están en situación de flotación positiva, pesando menos que el volumen equivalente de agua desplazada, de acuerdo con el principio de Arquímedes. Para sumergirse de un modo puramente hidrostático, sin ayuda mecánica, un buque debe ganar flotación neutral (peso igual a empuje), bien incrementando su propio peso o disminuyendo el desplazamiento de agua (volumen). Para controlar su peso, los submarinos están equipados con depósitos de lastre, que se pueden llenar con agua tomada del exterior o con aire a presión.
Para sumergirse o emerger, los submarinos usan los depósitos de proa y popa, llamados depósitos principales, que se abren y se llenan completamente de agua para sumergirse o se llenan de aire a presión para emerger. Durante la inmersión, los depósitos principales suelen permanecer inundados, lo que simplifica su diseño, por lo que en muchos submarinos estos depósitos son simplemente una sección del espacio entre los cascos. Para un control manual más rápido y preciso de la profundidad, los submarinos disponen de unos depósitos más pequeños para el control de profundidad, capaces de soportar presiones más altas. La cantidad de agua en estos depósitos se puede controlar, tanto para responder a cambios en las condiciones exteriores, como para cambiar la profundidad de inmersión. Dichos depósitos pueden situarse cerca del centro de gravedad del submarino, o distribuirse por el buque para evitar que afecten a la escora.
En inmersión, la presión del agua sobre el casco del submarino puede alcanzar los 3 MPa (unos 300 metros de profundidad) en los submarinos de acero y hasta los 10 MPa (1000 m) en los de titanio, como los Komsomolets, permaneciendo constante la presión interior. Esta diferencia provoca la compresión del casco, lo que disminuye el desplazamiento. La densidad del agua también se incrementa, pues la salinidad y la presión son mayores, pero esto no compensa la compresión del casco, así que la flotabilidad disminuye con la profundidad. Un submarino sumergido está en equilibrio inestable, teniendo tendencia a caer hacia el fondo o flotar hacia la superficie. Mantener una profundidad fija exige la operación continua de los tanques de control de profundidad.
Para mantener la escora deseada, los submarinos usan tanques de escora especializados a proa y popa. Las bombas trasladan agua entre ellos, cambiando la distribución del peso y creando así un momento que gira el buque hacia arriba o hacia abajo. Un sistema parecido se usa a veces para mantener la estabilidad.
El efecto hidrostático de los tanques de lastre variable no es la única forma de controlar el submarino bajo el agua. La maniobra hidrodinámica se logra mediante varias superficies, que pueden ser giradas para crear las correspondientes fuerzas hidrodinámicas cuando el submarino se desplaza a la suficiente velocidad. Los planos de popa, situados cerca del propulsor y orientados por lo general horizontalmente, sirven para el control de la inclinación longitudinal del submarino, y son de uso común, a diferencia de otras superficies de control de las que pueden carecer algunos submarinos. Los planos de inclinación en la torreta y los de popa en el cuerpo principal, ambos también horizontales, se sitúan más cerca del centro de gravedad y son utilizados para controlar la profundidad con menos efecto sobre la inclinación.
Cuando un submarino realiza una emersión de emergencia, se usan simultáneamente todos los métodos de control de la profundidad y la escora para propulsar al buque hacia arriba. Dicha emersión es muy rápida, por lo que el submarino puede incluso saltar parcialmente fuera del agua.
Los submarinos modernos tienen un sistema de guía inercial para navegar bajo el agua, pero el error de deriva se acumula inevitablemente con el tiempo. Para contrarrestarlo, se usa periódicamente el GPS para obtener una posición exacta. El periscopio (un tubo retráctil con prismas que permite ver sobre la superficie sin emerger) sólo se usa ocasionalmente, debido a que su rango de visibilidad es corto. Los submarinos modernos tienen «mástiles optrónicos» en lugar de periscopios de tubo ópticos que penetran en el casco. Estos mástiles tienen que seguir subiéndose a la superficie, pero emplean sensores electrónicos para la luz visible y la infrarroja, telémetro láser y dispositivos de vigilancia electromagnética.

## Cascos

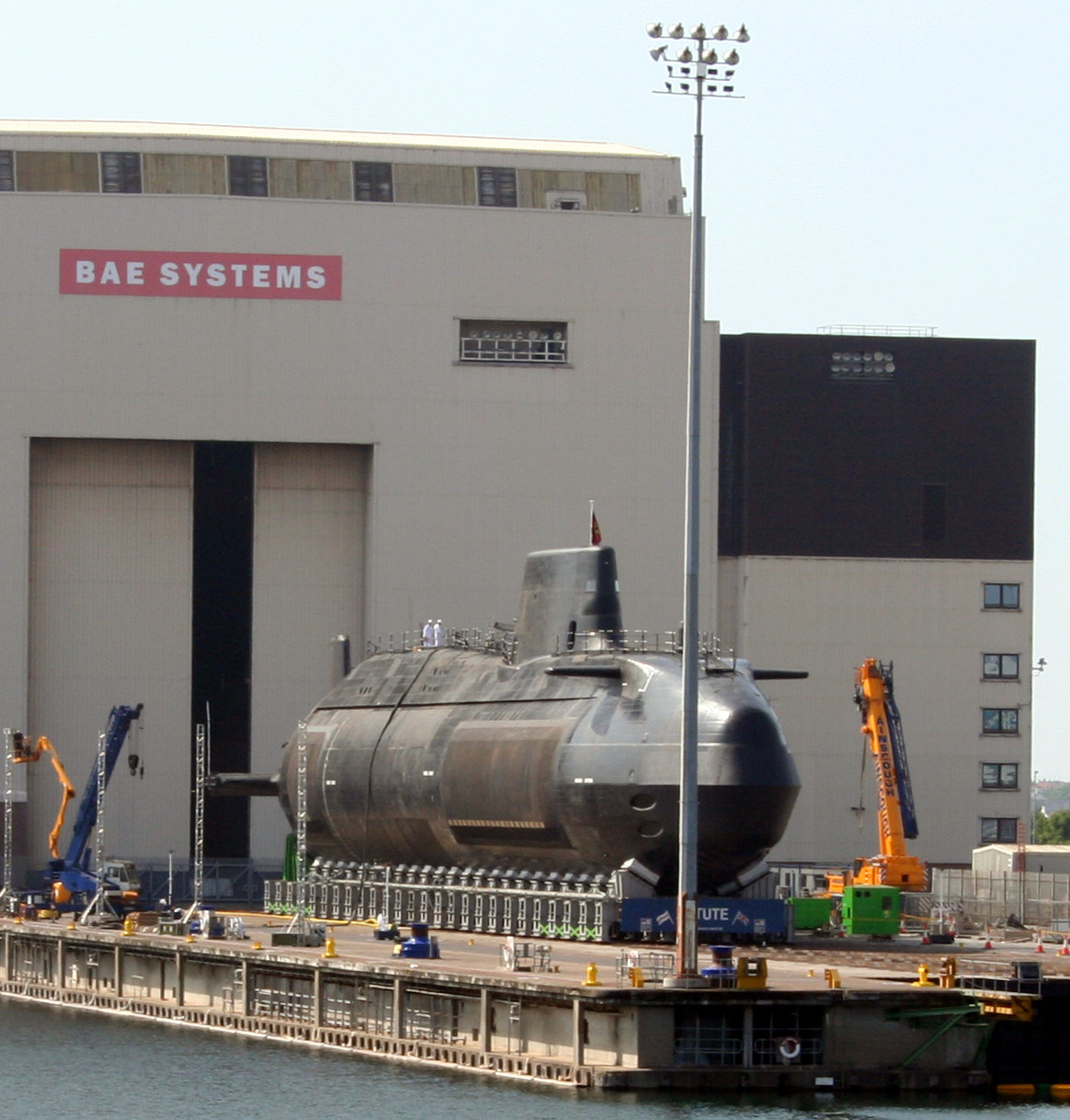
El HMS Astute en su presentación. Puede verse el casco con la forma típica ahusada.

Los submarinos modernos suelen tener forma ahusada. Este diseño, usado ya en los submarinos más primitivos, fue diseñado en forma de cuerpo de ballena y reduce significativamente el arrastre hidrodinámico sobre el submarino bajo el agua, pero empeora su comportamiento frente al oleaje e incrementa el arrastre en superficie. Dado que las limitaciones de los sistemas de propulsión en los primeros submarinos militares le obligaban a operar en superficie la mayoría del tiempo, el diseño de sus cascos suponía una concesión. Debido a las bajas velocidades subacuáticas de estos submarinos, normalmente muy por debajo de 10 kt (18 km/h), el mayor arrastre bajo el agua se consideraba aceptable. Solo al final de la Segunda Guerra Mundial, cuando la tecnología permitió operaciones submarinas más rápidas y prolongadas y la mayor vigilancia aérea enemiga obligó a los submarinos a permanecer sumergidos, volvieron los diseños de los cascos a tener forma ahusada, reduciendo el arrastre y el ruido. En los submarinos militares modernos, el casco exterior está recubierto por una gruesa capa de goma especial o placas anecoicas para absorber los sonidos que alcanzan el submarino y hacerlo más difícil de detectar por el sónar.
Una torreta, llamada vela, que sobresale en la parte alta del submarino alberga los periscopios y los mástiles electrónicos, que pueden incluir radio, radar, armas electrónicas y otros sistemas. En muchas clases primitivas de submarinos, la sala de mando se ubicaba en esta torreta, conocida como «torre de control». Sin embargo, desde entonces la sala de mando se ha ubicado dentro del casco del submarino. No debe confundirse dicha sala con el «puente», que es una pequeña plataforma abierta situada en lo alto de la vela y usada para observaciones oculares mientras se opera en superficie. Puede haber también una plataforma cerrada adicional bajo ésta con ventanas y limpiaparabrisas para el mal tiempo.

### Doble casco
Todos los submarinos y sumergibles modernos pequeños, así como los más antiguos, tienen un único casco. Los submarinos grandes suelen tener un casco adicional externo, o partes de este. Este casco externo, que en realidad constituye la forma del submarino, se denomina casco exterior o casco ligero, pues no tiene que soportar ninguna diferencia de presión. Dentro del casco exterior hay un casco más fuerte o casco de presión, que soporta la diferencia entre la presión del mar y la atmosférica normal del interior.
A pesar de que la primera vez en aplicarse fue en el Ictíneo I, de Monturiol, fue ignorado durante mucho tiempo. Luego, en la época de la Primera Guerra Mundial, se advirtió que la forma óptima para soportar la presión entraba en conflicto con la forma óptima para navegar y minimizar la resistencia del agua, complicando las dificultades de fabricación aún más el problema. Este fue resuelto bien adoptando una forma de compromiso, bien usando dos cascos con formas diferentes: uno interno para soportar la presión y otro externo con la forma óptima para navegar. Hasta finales de la Segunda Guerra Mundial, la mayoría de los submarinos tenían una cubierta parcial adicional en su parte superior, la proa y la popa, hecha de metal delgado, que se inundaba durante la inmersión. Alemania fue más lejos con el tipo XXI, el predecesor de los submarinos modernos, encerrando completamente el casco de presión dentro del ligero, optimizando, sin embargo, este para la navegación submarina como no lo había hecho diseño anterior alguno. 
Tras la Segunda Guerra Mundial, las estrategias se dividieron. La Unión Soviética cambió sus diseños, basándolos en los últimos desarrollos alemanes. Todos los submarinos pesados soviéticos y rusos posteriores a la Segunda Guerra Mundial se construyeron con una estructura de doble casco. Los submarinos estadounidenses y de la mayoría de los demás países occidentales conservaron su estructura de casco simple. Seguían teniendo secciones de casco ligero en la proa y la popa, que albergaban tanques de lastre principales y proporcionaban una forma hidrodinámicamente óptima, pero la sección principal del casco cilíndrico tenía una sola capa de chapa. 
Aunque ya no son necesarios por la diferencia de formas, el diseño de doble casco sigue teniendo cierto número de ventajas. Los refuerzos anulares y longitudinales se ubican entre los dos cascos, y el ligero también puede ser usado para montar en él el equipamiento que no necesite una presión constante para funcionar, mientras que adosarlo directamente al casco de presión podría provocar una fatiga local peligrosa. Estas medidas ahorran mucho espacio dentro del casco de presión, que es mucho más pesado y requiere mucho más tiempo de fabricación que el ligero. En caso de que el submarino resulte dañado, el casco de presión puede absorber la mayoría de los daños, lo que no compromete la integridad del buque, siempre que el casco fuerte permanezca intacto. El casco ligero también puede ser aislado acústicamente del casco de presión, reduciendo significativamente el ruido del equipamiento interno, mejorando la capacidad de camuflaje o permitiendo el uso de una disposición interna y un montaje del equipamiento más simples. 
La mayor desventaja de la estructura de doble casco es la cantidad significativamente mayor de trabajo manual necesario para construirla. La Unión Soviética había desarrollado la tecnología de soldadura antes y tenía una fuerza de trabajo cualificada y barata disponible, pero el alto coste del trabajo manual en los Estados Unidos hacía preferible el menos caro diseño de casco simple. Otra razón para la construcción de submarinos de doble casco por parte de la Unión Soviética era la operación bajo el océano Ártico, donde los submarinos tenían que romper una capa de grueso hielo al emerger para disparar los misiles, lo que siempre podía dañar el casco. Sin embargo, el diseño de doble casco está siendo actualmente considerado para futuros submarinos también en los Estados Unidos, de forma que se incremente la capacidad de carga y camuflaje y la autonomía.

### Casco de presión
El casco de presión suele construirse con acero grueso de alta resistencia con una estructura compleja y alta reserva de resistencia, y se divide con mamparos herméticos en varios compartimentos. Existen también ejemplos de submarinos con más de dos cascos, como son los de la clase Typhoon, que cuentan con dos cascos de presión principales y otros tres más pequeños para la sala de control, los torpedos y el mecanismo de dirección, situándose el sistema de lanzamiento de misiles entre los dos cascos principales.
La profundidad de inmersión máxima no puede incrementarse fácilmente. Limitarse a incrementar el grosor del casco provoca un aumento del peso y requiere la reducción del peso del equipo de a bordo, lo que termina llevando a un batiscafo. Esto puede hacerse en los sumergibles civiles de investigación pero no en los submarinos militares, de forma que la profundidad de inmersión máxima ha estado siempre limitada por la tecnología disponible.
Los cascos de los submarinos de la Primera Guerra Mundial fueron construidos con acero al carbono, y no podrían sumergirse por debajo de 100 m. Durante la Segunda Guerra Mundial se introdujo el acero aleado de alta resistencia, permitiendo profundidades de hasta 200 m. El acero aleado de alta resistencia sigue siendo el principal material de los submarinos actuales, con un límite de profundidad de 250-400 m, que no puede excederse en los submarinos militares sin sacrificar otras características. Para superar este límite se construyeron algunos submarinos con cascos de titanio. Este metal es casi tan fuerte como el acero, más ligero y no magnético, lo que es importante para el camuflaje. Los soviéticos fueron partidarios de los submarinos de titanio, para los que desarrollaron aleaciones de alta resistencia y construyeron una industria para producir titanio a costes asequibles, llegando a tener varios tipos de submarinos de titanio. Las aleaciones de titanio permiten un gran incremento en la profundidad de inmersión máxima, pero también es necesario rediseñar otros sistemas, por lo que la profundidad probada fue limitada a 1000 m para el K-278 Komsomolets, el submarino militar con mayor profundidad de inmersión. Un submarino de clase Alfa puede haber operado con éxito a 1300 m de profundidad, si bien la operación continua a tales profundidades supondría una fatiga excesiva para muchos sistemas del submarino. Aparte de sus beneficios, los altos costes de la construcción con titanio llevaron a un abandono de los submarinos fabricados con este metal al final de la Guerra Fría.
La tarea de construir un casco de presión es muy compleja, pues debe poder soportar una fuerza de varios millones de toneladas. Cuando el casco es perfectamente redondo en su sección transversal, la presión se distribuye uniformemente, lo que sólo provoca la compresión del casco. Si la forma no es perfecta, el casco se curva, sufriendo varios puntos una presión altísima. Las inevitables desviaciones menores son soportadas por los anillos de refuerzo, pero incluso una desviación de 25 mm respecto a la forma circular provoca un decremento del 30 % de la carga hidrostática máxima y consecuentemente de la profundidad de inmersión máxima. El casco debe por tanto ser construido con una precisión altísima. Todas las partes del mismo tienen que ser soldadas sin defectos, y todas las uniones deben ser comprobadas varias veces usando diferentes métodos. Esto contribuye a los elevadísimos costes de fabricación de los submarinos modernos (por ejemplo, un submarino de ataque de clase Virginia cuesta unos 2600 millones de dólares).

## Propulsión

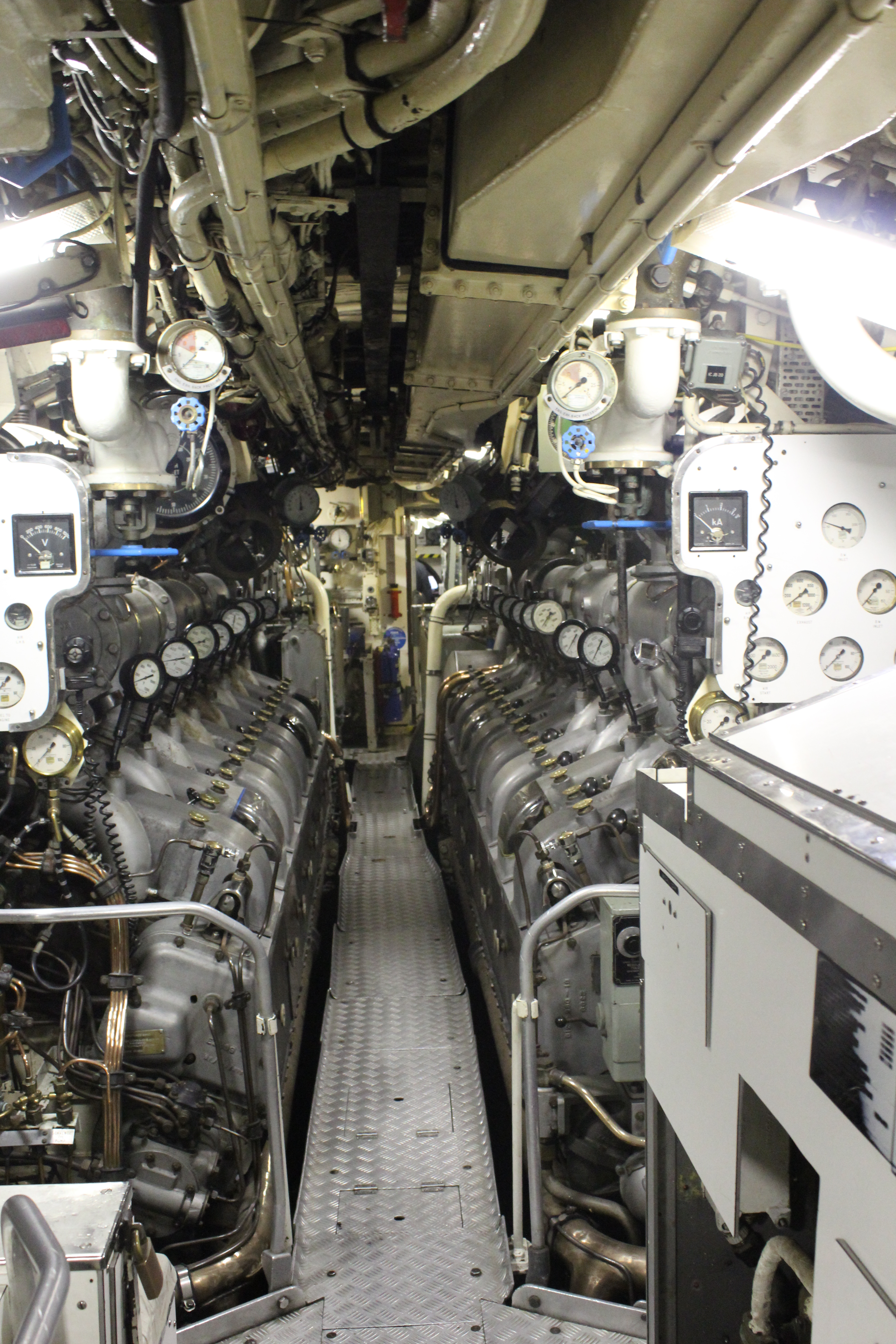
Sala de máquinas del submarino HMAS Onslow (1969) (Royal Australian Navy).

El primer submarino impulsado mecánicamente fue el francés Plongeur Q00 (1863), que usaba aire comprimido, siendo la propulsión anaeróbica empleada por primera vez en el español Ictíneo II (1864), sufragado por suscripción popular. El motor de este último usaba un compuesto químico de magnesio, peróxido, zinc y clorato potásico, que genera vapor con que mover la hélice y oxígeno para los tripulantes. Este sistema no volvió a ser empleado hasta 1940, cuando la armada alemana probó la turbina Walter en el submarino experimental V-80 y más tarde en el U-791.
Hasta la llegada de la propulsión nuclear marina, la mayoría de los submarinos del siglo XX usaron baterías eléctricas para la navegación subacuática y motores de combustión interna para la de superficie y para recargar las baterías. Los primeros modelos usaban gasolina pero pronto se sustituyó por parafina y luego gasóleo, gracias a su menor inflamabilidad. La combinación diésel-eléctrico se convertiría en el medio de propulsión estándar. Inicialmente el motor diésel o gasolina y el eléctrico, separados por embragues, estaban en el mismo eje e impulsaban el propulsor. Esto permitía que el primero usase al segundo como generador para recargar las baterías e impulsar también al submarino si era necesario. Cuando el submarino se sumergía, se desembragaba el motor diésel de forma que se usase el eléctrico para girar la hélice. El motor eléctrico puede tener más de un inducido sobre el eje, estando eléctricamente acoplados en serie para velocidades bajas y en paralelo para velocidades altas.
En los años 1930, el anterior diseño fue modificado en algunos submarinos, particularmente en los estadounidenses y británicos de clase U. El motor de combustión interna ya no estaba unido al eje de propulsión, sino que impulsaba un generador separado, que a su vez se usaba para navegar en superficie y recargar las baterías. Esta propulsión diésel-eléctrica permitía mucha mayor flexibilidad: por ejemplo, el submarino podía moverse despacio mientras los motores funcionaban a toda potencia para recargar las baterías lo más rápidamente posible, reduciendo así el tiempo en la superficie o el uso del snorkel. También hacía posible aislar los ruidosos motores diésel del casco, haciendo más silencioso el submarino.
Se probaron otras fuentes de energía: turbinas de vapor alimentadas por petróleo impulsaron la clase K británica construida durante la Primera Guerra Mundial y en los años siguientes, pero no tuvieron mucho éxito. Se eligieron las turbinas para darles la velocidad en superficie necesaria para seguir a la flota de guerra británica. Los submarinos de tipo XXI alemanes probaron la aplicación del peróxido de hidrógeno para conseguir una propulsión rápida e independiente del aire en el largo plazo, pero finalmente fueron construidos con enormes baterías en su lugar.
La propulsión a vapor fue resucitada en los años 1950 con la llegada de la turbina de vapor alimentada por energía nuclear que impulsaba un generador. Al eliminar la necesidad de oxígeno atmosférico estos submarinos podían permanecer sumergidos indefinidamente siempre y cuando durasen las reservas de alimento (el aire para la tripulación se recicla y el agua dulce se obtiene por destilación de la marina). Estos buques siempre tienen una pequeña batería y un motor-generador diésel para situaciones de emergencia si los reactores nucleares deben ser detenidos.
La energía nuclear se usa actualmente en todos los submarinos grandes, pero debido a su alto coste y gran tamaño, los submarinos más pequeños siguen usando propulsión diésel-eléctrica. La relación entre buques de tamaño grande y pequeño depende de las necesidades estratégicas y, por ejemplo, la armada estadounidense cuenta sólo con submarinos nucleares, lo que suele explicarse por la necesidad de operar transoceánicamente. Otras potencias militares cuentan con submarinos nucleares para fines estratégicos y buques diésel-eléctricos para las necesidades de defensa. La mayoría de las flotas carecen de submarinos nucleares debido a la poca disponibilidad de la tecnología nuclear y submarina. Los submarinos civiles suelen disponer sólo de baterías eléctricas si se diseñan para funcionar conectados a un barco nodriza.
Al final de la Segunda Guerra Mundial los británicos y los rusos experimentaron con motores de peróxido de hidrógeno y queroseno (parafina) que podían ser usado tanto en superficie como bajo el agua. Los resultados de esta técnica no fueron lo suficientemente alentadores como para adoptarlas en esa época, y aunque los rusos produjeron una clase de submarinos con este tipo de motor, llamados Quebec por la OTAN, nunca se consideraron exitosos. Actualmente varias armadas, notablemente la sueca, usan buques con propulsión anaeróbica que sustituyen el oxígeno líquido por peróxido de hidrógeno. Un reciente avance en este tipo de propulsión son las células de combustible de hidrógeno, aplicadas por primera vez en los submarinos alemanes de tipo 212, equipados con nueve células de 34 kW.
Hacia finales del siglo XX algunos submarinos, por ejemplo la clase Vanguard británica, comenzaron a usar la propulsión por chorro de agua en lugar de hélices. Aunque son más pesados, más caros y menos eficientes, también son mucho más silenciosos, lo que proporciona una ventaja táctica importante.
Un posible sistema de propulsión para submarinos es la propulsión magnetohidrodinámica o «propulsión oruga», que carece de partes móviles. Fue popularizada por la versión cinematográfica de La caza del Octubre Rojo, escrita por Tom Clancy, que la presentaba como un sistema virtualmente silencioso. (En la novela se usaba un tipo de propulsor convencional.) Aunque se han construido algunos barcos de superficie experimentales con este sistema de propulsión, las velocidades logradas no han sido tan altas como se esperaba. Además, el ruido creado por las burbujas y el elevado consumo energético que requeriría del reactor del submarino hacen que su uso sea improbable para fines militares.

## Tipos de submarinos militares
Los submarinos militares suelen dividirse en submarinos de ataque, diseñados para actuar contra barcos enemigos, otros submarinos incluidos, y submarinos estratégicos equipados con misiles balísticos, diseñados para lanzar ataques contra objetivos terrestres desde una posición oculta. La división en estos tipos alude a su papel más que a su construcción, siendo ambos parecidos (sobre todo si los primeros se destinan a atacar flotas lejanas) en tamaño, armamento y otras características.
Los submarinos de ataque pueden ser divididos en dos tipos generales: nucleares o diésel-eléctricos. Los primeros son más rápidos y grandes, y tienen más potencia de fuego y mayor autonomía que los segundos. Dependiendo de la misión típica a la que se destinen, los submarinos diésel-eléctricos son a veces más adecuados para misiones en aguas poco profundas o costeras. Para acortar la distancia entre estos dos diseños muy diferentes, varias armadas han empezado el desarrollo de buques de propulsión anaeróbica, que pueden usarse como los diésel-eléctricos pero con un tiempo de inmersión mayor.
También han sido desarrollados diversos submarinos militares especializados. En la Segunda Guerra Mundial, los japoneses usaron submarinos como sus clase I-400 a modo de plataforma para lanzar aviones de ataque marítimo. Los alemanes construyeron sus submarinos tipo XIV para servir como buques de aprovisionamiento para otros submarinos. Los minisubmarinos se han usado para sabotaje y espionaje, especialmente por las armadas japonesa y británica (por ejemplo, cinco de ellos fueron usados por Japón en el ataque a Pearl Harbor). Durante los primeros años de la Guerra Fría, se desarrollaron submarinos de vigilancia de radar como el Triton a distancias mucho más largas que los demás buques.

### Submarinos de misiles balísticos

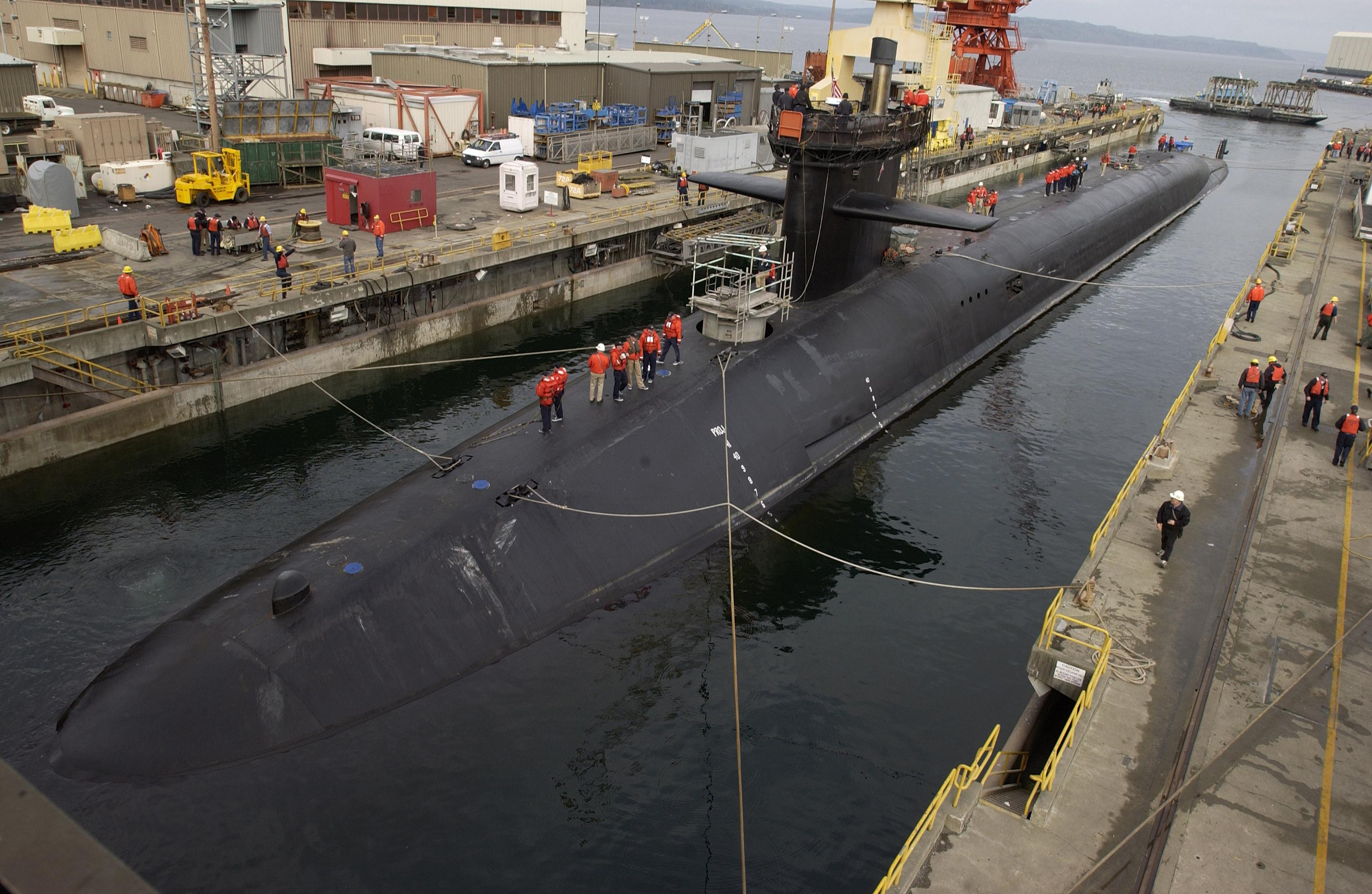
Submarino de clase Ohio.

Los submarinos de misiles balísticos, a los que se alude frecuentemente con las siglas SSBN («SS» de Silent Service, «B» de Ballistic missile y «N» de Nuclear), portan misiles balísticos que se pueden disparar desde el submarino (SLBM, Submarine Launched Ballistic Missile) con cabezas nucleares para atacar objetivos estratégicos como ciudades o silos de misiles en cualquier lugar del mundo. Actualmente todos ellos son propulsados por energía nuclear, para dotarlos de la mayor autonomía y capacidad de camuflaje posibles. (Los primeros SSBN soviéticos fueron diésel.) Desempeñaron un importante papel en la estrategia de disuasión mutua de la Guerra Fría, pues tanto Estados Unidos como la Unión Soviética tenían la capacidad creíble de llevar a cabo un contraataque contra la otra nación en caso de un ataque. Esto suponía una parte importante de la estrategia de destrucción mutua asegurada.

## Tripulación
Un submarino nuclear típico tiene una tripulación de unas 120 personas, los buques no nucleares tienen menos de la mitad. Las condiciones dentro de un submarino pueden ser difíciles debido a que los miembros de la tripulación tienen que trabajar aislados durante largos periodos de tiempo, sin contacto con sus familias. Los submarinos suelen mantener el silencio de radio para evitar ser detectados. Operar un submarino es peligroso, incluso en tiempos de paz, y muchos buques se han hundido por accidentes.

### Mujeres a bordo
En 1995 la Armada Real Noruega se convirtió en la primera del mundo en designar a una capitana de un submarino. En 1998, la Armada Real Australiana se convirtió en la segunda en permitir que las mujeres sirvieran en submarinos de combate. Canadá y España le siguieron. Las razones dadas comúnmente para excluir a las mujeres son la falta de privacidad y los «camastros calientes», una práctica común en los submarinos, donde tres marineros comparten dos camastros por turnos para ahorrar espacio. La armada estadounidense, que permite a las mujeres servir en casi cualquier otro buque de su flota, sólo permite su presencia en submarinos militares bajo contadas excepciones, argumentando que las condiciones de semi segregación que aplica al personal femenino en los buques supondría un coste de unos 300 000 dólares por camastro.
Argentina se convirtió en el primer país de América del Sur en incorporar a una submarinista. Se trata de la teniente de Navío Eliana Krawczyk, quien ingresó a la Escuela Naval Militar en el año 2004, recibiéndose como Oficial en el año 2009 y como submarinista en el año 2012. La teniente Krawczyk fue destacada como Jefa de Comunicaciones del Submarino Tipo 209/1200 ARA Salta (S-31) hasta el año 2016, fecha desde la cual se destacó como jefa de Armas del Submarino Clase TR-1700 ARA San Juan (S-42) hasta el momento de la desaparición del navío el 15 de noviembre de 2017, a 430 km de la costa del Golfo de San Jorge. El Jueves 30 de noviembre de 2017, la Armada Argentina dio a conocer que se dio por finalizada la misión búsqueda y rescate para proceder a la misión de recuperación de material, convirtiéndose así, en la primera oficial mártir a bordo de un submarino.

## Sistema de soporte vital

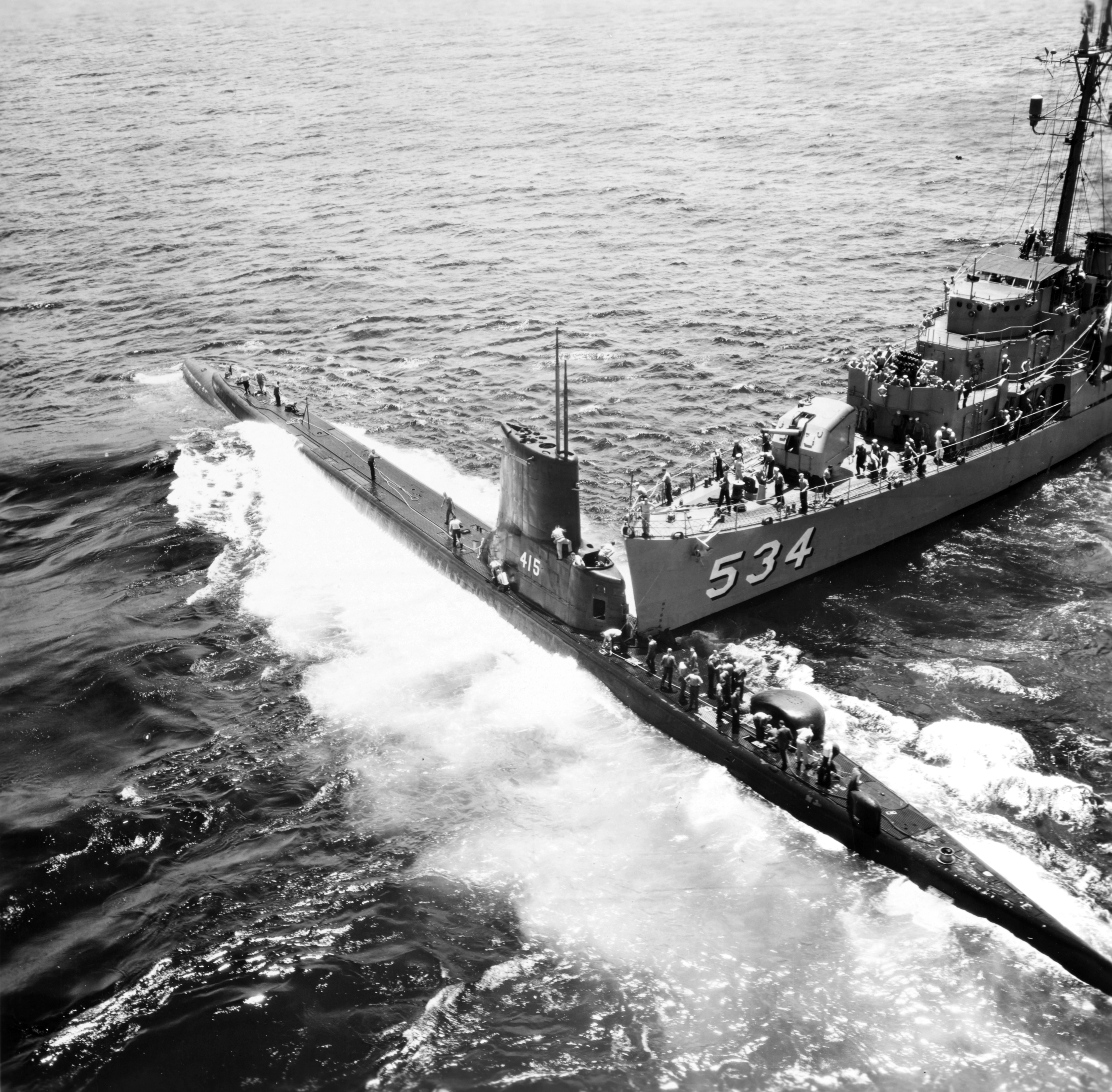
Colisión entre el submarino USS Stickleback y el destructor USS Silverstein el 29 de mayo de 1958 en unas maniobras militares.

Con la llamada propulsión nuclear, los submarinos pueden permanecer sumergidos durante meses seguidos, a diferencia de los submarinos diésel, que tienen que emerger periódicamente o emplear el snorkel para poder recargar las baterías. La mayor parte de los submarinos militares modernos pueden generar oxígeno para la tripulación mediante electrólisis del agua. El equipo de control de atmósfera incluye un filtro de CO2, que usa un catalizador para eliminar este gas del aire y mezclarlo con los desperdicios bombeados afuera. También se emplea un dispositivo que utiliza un catalizador para convertir el monóxido de carbono en CO2 (eliminado por el anterior filtro) y mezcla el hidrógeno producido por las baterías eléctricas del buque con oxígeno del aire para producir agua. Un sistema de monitorización de atmósfera analiza el aire de diferentes zonas del buque para controlar los niveles de nitrógeno, oxígeno, hidrógeno, refrigerantes R12 y R114, dióxido de carbono, monóxido de carbono y otros componentes. Los gases venenosos se eliminan y se vuelve a añadir oxígeno procedente de un depósito situado en un tanque de lastre principal. Algunos submarinos más pesados tienen dos estaciones de purga de oxígeno (a proa y popa). El nivel de oxígeno del aire se mantiene a veces en un porcentaje más bajo que la concentración atmosférica normal para reducir el peligro de incendio.
El agua dulce se produce bien por evaporación o por ósmosis inversa. Se usa para las duchas, los fregaderos, cocinar y limpiar. El agua marina se usa para los inodoros, almacenándose el «agua negra» resultante en un tanque sanitario hasta que se expulsa afuera usando aire a presión o se bombea al exterior usando una bomba sanitaria especial. El método para limpiar los sanitarios de a bordo es difícil de operar, y el submarino alemán de tipo VIIC U-1206 se hundió con bajas por un error con los inodoros. El agua de las duchas y los fregaderos se almacena separada en tanques de «agua gris», que se bombean afuera usando una bomba de drenaje.
En los grandes submarinos modernos la basura suele eliminarse usando un tubo llamado Unidad de Eliminación de Basura (Trash Disposal Unit o TDU), donde se compacta dentro de un bidón de acero galvanizado. Cuando este bidón se llena, se deja caer al fondo del océano con ayuda de lastres de hierro.

## Historia de los submarinos

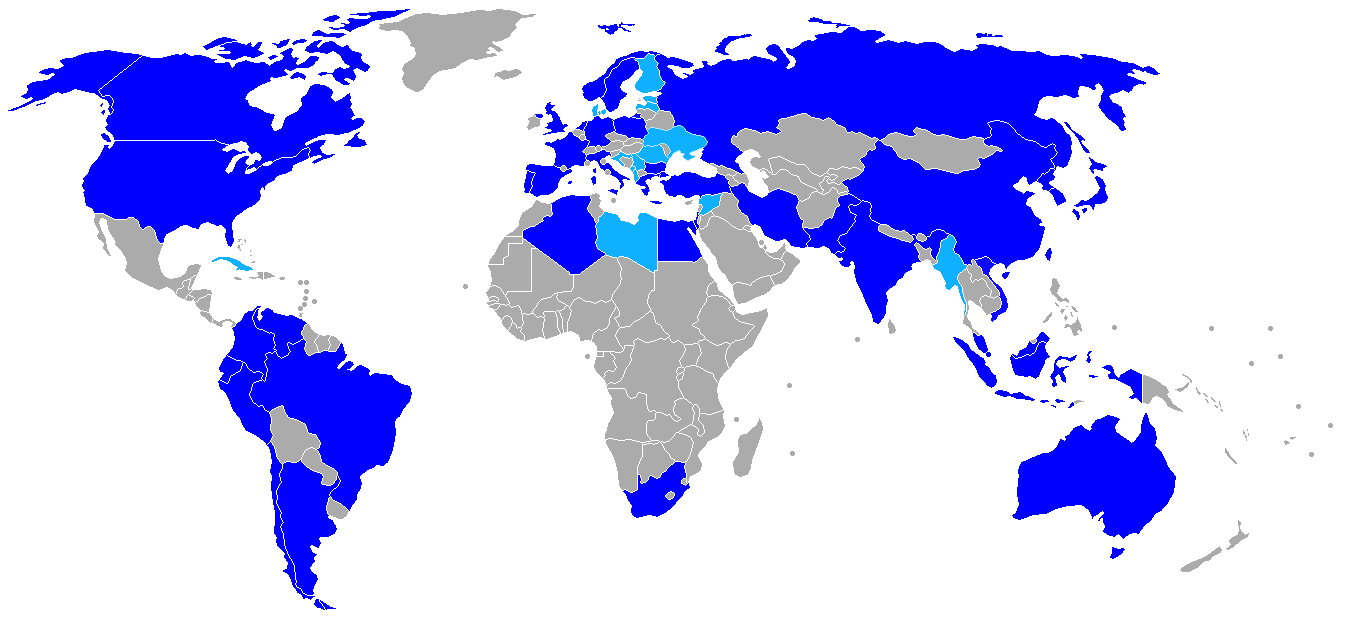
Países usuarios de submarinos. En azul los actuales, en celeste los antiguos usuarios.

### Historia de los primeros submarinos y sumergibles
El crear una máquina submarina era un sueño antiquísimo. Existe una leyenda del siglo XVII que habla de una especie de "campana" que habría utilizado Alejandro Magno (356-323 a. C.) durante el asedio de Tiro (en el actual Líbano) para remover los obstáculos colocados por los persas en el fondo del mar. Aunque un lejano ancestro del submarino es probablemente la barca cosaca del siglo XVII llamada Chaika («gaviota»), que fue usada bajo el agua para misiones de reconocimiento e infiltración. La Chaika podía ser cerrada y sumergida fácilmente de forma que la tripulación podía respirar bajo ella como en una campana submarina moderna e impulsarla caminando por el fondo del río. También se usaban lastres especiales y tubos para tomar aire del exterior.
El primer diseño de un submarino fue del matemático británico William Bourne en 1578, Su prototipo podía sumergirse y remar bajo la superficie, su estructura era de madera revestida de cuero impermeable, incluía prensas manuales para contraer los lados y reducir el volumen.
Se tiene constancia de que el primer intento de navegación submarina tuvo lugar en España en el siglo XVI. Según un informe en Opusculum Taisnieri, publicado en 1562: «dos griegos entraron y salieron varias veces del fondo del Tajo ante la presencia de Carlos V, sin mojarse y sin extinguirse el fuego que llevaban en sus manos». Este hecho supuestamente tuvo lugar en el río Tajo, cerca de la ciudad española de Toledo; según parece, los submarinistas utilizaron una especie de campana protectora.
En 1620, el inventor neerlandés Cornelius Drebbel construyó el primer submarino operativo del mundo, mientras trabajaba para la Marina Real británica. Basándose en los diseños de William Bourne de 1578, construyó un submarino propulsado por medio de remos, su estructura era de madera y un exterior de cuero impermeable. Dos tipos mejorados fueron probados en el Támesis entre 1620 y 1624.
En recientes investigaciones han puesto de manifiesto que ya Jerónimo de Ayanz y Beaumont, el olvidado ingeniero español diseñó un prototipo de submarino denominado “barca submarina”. Su prototipo tenía como objetivo recuperar tesoros y recolectar perlas. 
Aunque los primeros vehículos sumergibles eran meras herramientas para exploraciones subacuáticas, a los inventores no les costó mucho advertir su potencial militar. Las ventajas estratégicas de los submarinos fueron expuestas por el obispo John Wilkins de Chester ya en 1648.
El 18 de septiembre de 1838 el inventor ecuatoriano José Rodríguez Labandera realizó el primer viaje submarino en un navío de madera autopropulsado denominado Hipopótamo, que cruzó el río Guayas desde Durán hacia Guayaquil.

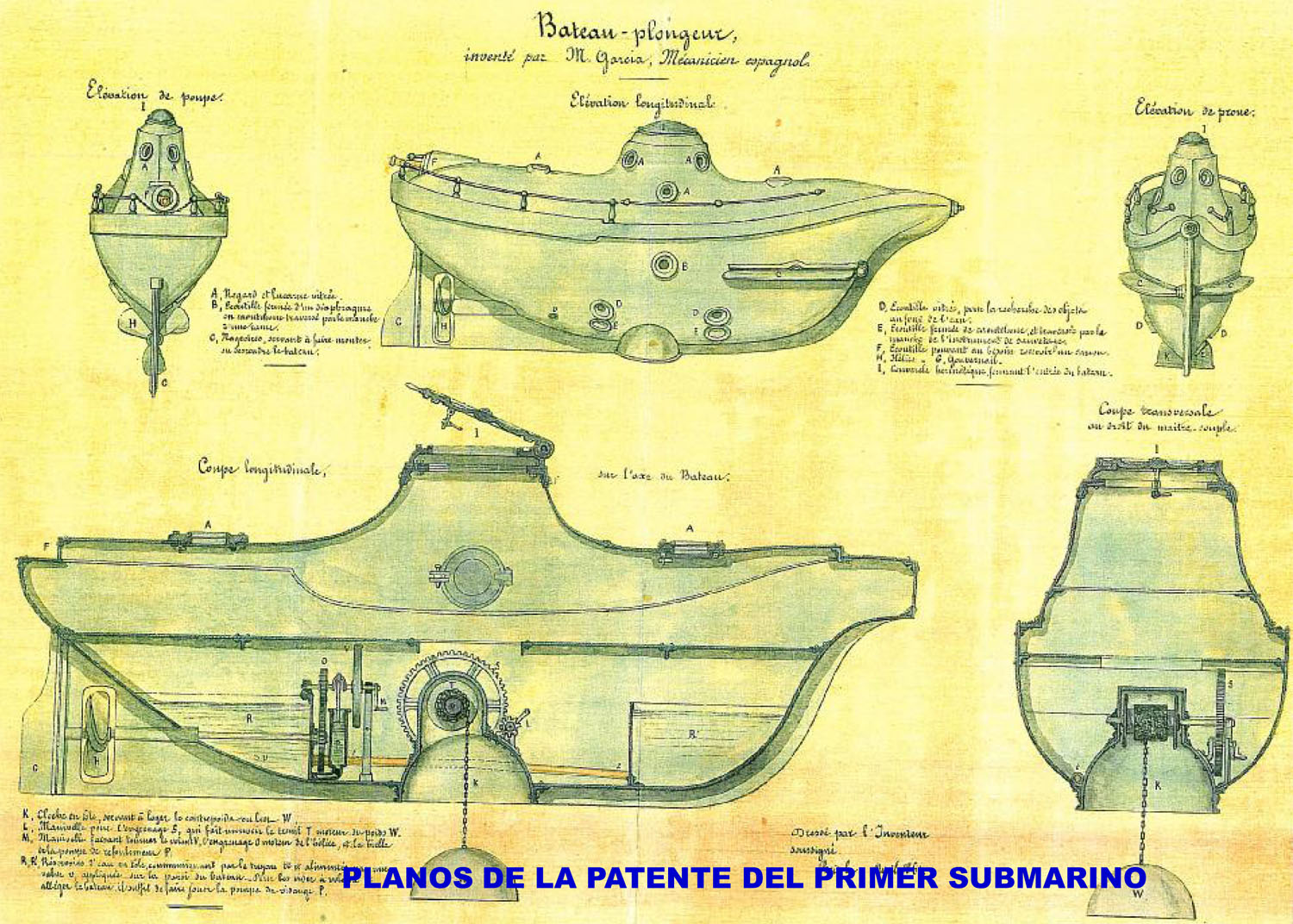
Planos de la patente del Garcibuzo, diseñado por Cosme García.

En 1860, el inventor español Cosme García patentó el primer submarino en España y realizó con éxito las pruebas oficiales en el puerto de Alicante. El ingenio podía albergar a dos personas y permaneció bajo el agua 45 minutos. Según el acta oficial de la Comandancia de Marina de Alicante las pruebas se realizaron a satisfacción de los presentes. El 16 de noviembre de 1860 obtuvo, también, la patente en París con el nombre de Bateau Plongeur.
En 1879, el ingeniero peruano Federico Blume construyó el primer submarino militar operativo de América Latina, denominado Toro Submarino. Fue un diseño revolucionario para los submarinos de la época, el Toro incluía torpedos tipo Lay, podía sumergirse con aguas de lastre, mientras que el sistema de suministro y circulación de aire utilizó un snorkel.
En 1884, el inventor polaco Stefan Drzewiecki construyó el primer submarino a propulsion eléctrica, y el que fue también el primero a ser producido en serie.
Construido por Narciso Monturiol y botado en el puerto de Barcelona el 2 de octubre de 1864, el Ictíneo II contaba con motor anaeróbico y resolvía el problema de la renovación del oxígeno en un contenedor hermético. El Peral, construido por Isaac Peral y botado el 8 de septiembre de 1888 en el astillero de Arsenal de la Carraca, San Fernando, Cádiz, tenía casco de acero con forma de huso y tres tanques de trimado, que achicaban por medio de bombas. La cota máxima de inmersión era de 30 m y se controlaba por medio de dos hélices de eje horizontal accionadas eléctricamente. También contaba con un tubo lanza torpedos a proa.
Los primeros vehículos considerados submarinos y que superaban la propulsión manual o pedal fueron: con aire comprimido el Plongeur Q00 (1863), combustión interna "vapor" el Ictíneo II (1864), eléctrica el Peral (1888) y nuclear el USS Nautilus (1955).
El primer submarino propulsado por energía nuclear, el USS Nautilus, botado en 1955, marcó la transición de las naves lentas submarinas a los buques capaces de mantener una velocidad de 20-25 nudos (37-46 km/h) sumergidos durante semanas. Proyectado gracias a los trabajos del físico Philip Abelson y diseñado por John Burnham, fue construido por la General Dynamics Electric Boat en sus astilleros de Groton (Connecticut). El Nautilus disponía de un reactor naval S2W, un reactor de agua a presión construido por la Westinghouse Electric Corporation.

### Los primeros submarinos militares

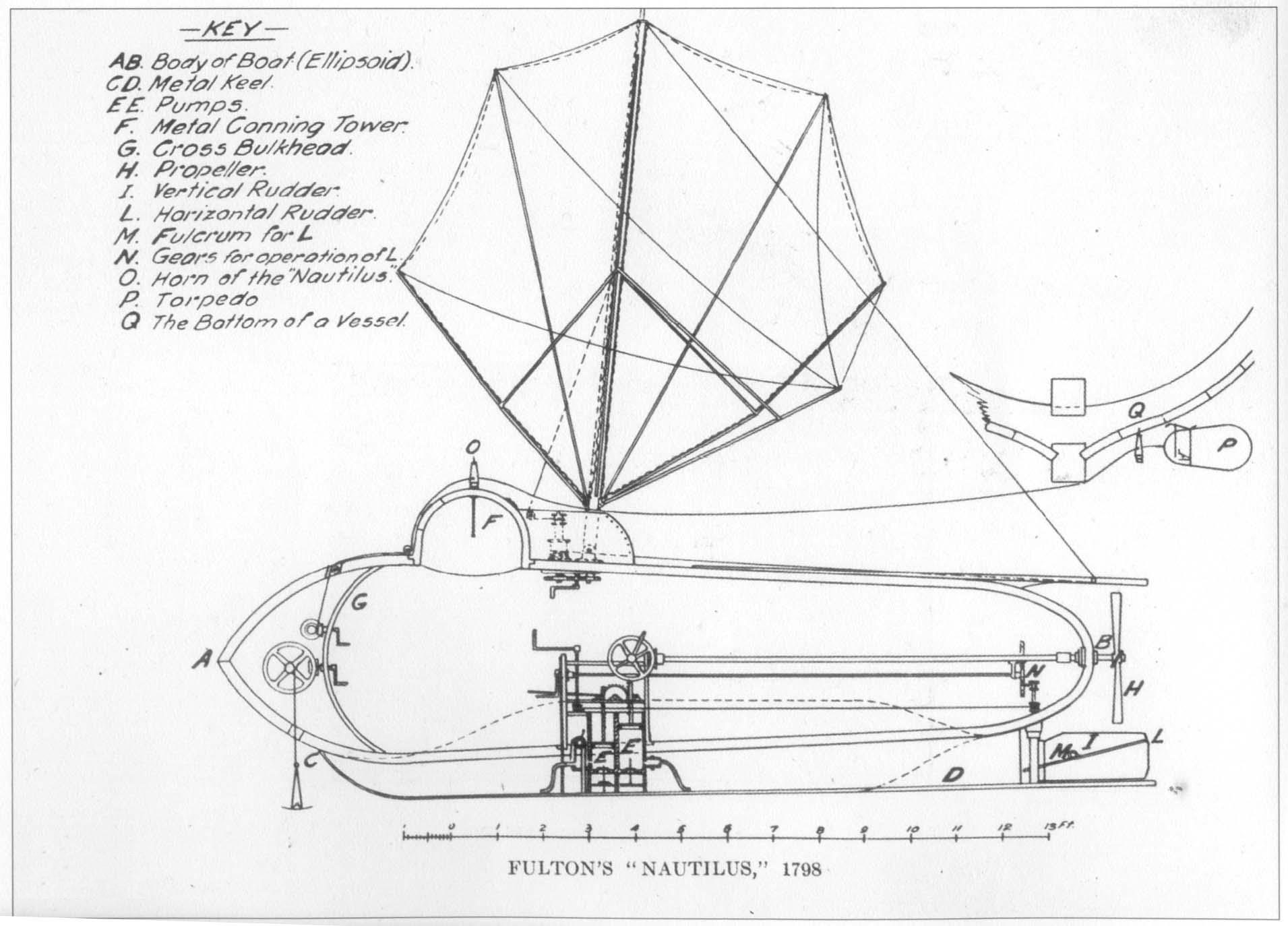
El (1800).

El primer sumergible militar fue el Turtle (‘tortuga’), un dispositivo aovado de tracción humana diseñado por el estadounidense David Bushnell, con capacidad para una sola persona. Fue el primer submarino verificado capaz de operación subacuática y movimiento independiente, el primero en usar hélices para propulsarse. Durante la guerra de la Independencia estadounidense, el Turtle (operado por el sargento Ezra Lee, del ejército continental) intentó hundir un barco de guerra británico, el HMS Eagle (buque insignia de los bloqueadores) en la bahía de Nueva York el 7 de septiembre de 1776, pero fracasó ya que el buque contaba con una placa de cobre. A la mañana siguiente, marineros y tripulantes del HMS Eagle vieron una extraña embarcación que se alejaba y se lanzaron en su persecución; tan pronto como se dio cuenta, Lee soltó el torpedo hundiendo el pequeño bote que lo perseguía.
En 1800, Francia construyó un sumergible de tracción humana diseñado por Robert Fulton, el Nautilus. Los franceses terminaron cancelando el experimento en 1804, al igual que los británicos cuando más tarde consideraron el diseño del submarino de Fulton.
Durante la guerra de 1812, Silas Halsey murió en 1814 mientras usaba un submarino en un ataque fallido contra un barco de guerra británico fondeado en la bahía de Nueva Londres.
En 1851 Wilhelm Bauer, un cabo de artillería bávaro, botó un submarino diseñado por él y llamado Brandtaucher (‘buzo incendiario’) en la bahía de Kiel. Este submarino fue construido por August Howaldt y era propulsado por un molino. Se hundió pero los tres tripulantes lograron escapar. El submarino fue rescatado en 1887 y se exhibe en el museo de Dresde.
Cosme García Sáez, diseñó, patentó en París el 16 de noviembre de 1859 y construyó en Barcelona el Garcibuzo, que trasladó posteriormente a Alicante donde fue probado el 4 de agosto de 1860 manejado por el inventor y su hijo, permanecieron sumergidos en el puerto durante 45 minutos. Tras no encontrar financiación en España, y rechazar el ofrecimiento de Napoleón III, el sumergible fue hundido por el hijo del inventor en Alicante, tras informarlo la autoridad portuaria de que molestaba el tráfico marino.

### Submarinos en la guerra civil estadounidense
Durante la guerra civil estadounidense, la Unión fue el primer bando en usar un submarino. El USS Alligator (‘caimán’), de diseño francés, fue el primer submarino de la armada estadounidense y el primero en contar con aire comprimido (para la tripulación) y un sistema de filtrado de aire. El Alligator fue el primer submarino que incluyó una escotilla de buceo que permitía a un buzo colocar minas detonadas eléctricamente en los barcos enemigos. Inicialmente propulsado mediante remos movidos por la tripulación, fue remodelado tras 6 meses para propulsarse con una hélice movida por una manivela. Con una tripulación de 20 personas, 14,3 m de eslora y unos 1,2 m de manga, era más grande que los submarinos confederados. Desapareció en una tormenta junto al cabo Hatteras el 1 de abril de 1863 sin tripulación cuando era remolcado hasta su primer despliegue en combate en Charleston.
Los Estados Confederados de América construyeron varios submarinos de tracción humana, incluyendo el H. L. Hunley (bautizado en honor de uno de sus promotores, Horace Lawson Hunley). El primer submarino confederado fue el Pioneer (‘pionero’), de 9 m de eslora, que hundió una goleta enemiga mediante una mina adosada durante las pruebas en el lago Pontchartrain, pero no fue usado en combate. Fue hundido después de que Nueva Orleans fuese tomada y vendido para desguace en 1868.
Hunley estaba destinado a atacar los barcos del Norte, que estaban bloqueando los puertos del Sur. El submarino tenía un largo poste con una carga explosiva en la proa, llamado torpedo de pértiga. El submarino tenía que acercarse al buque enemigo, ponerle el explosivo, alejarse y entonces detonarlo. Era extremadamente peligroso de operar y no tenía más suministro de aire que el contenido en el compartimento principal. Se hundió en dos ocasiones: la primera vez murió la mitad de la tripulación y la segunda vez se ahogaron los ocho tripulantes, incluyendo al propio Hunley. El 18 de febrero de 1864 el Hunley hundió al USS Housatonic en la bahía de Charleston, siendo la primera vez que un submarino lograba hundir otro barco, si bien fue hundido en el mismo combate poco después de comunicar su éxito. Otro submarino confederado fue hundido en su viaje inaugural en el lago de Pontchartrain; fue hallado en tierra en los años 1870 y actualmente se exhibe en el Museo Estatal de Luisiana. Los submarinos no tuvieron un gran impacto en el desenlace de la guerra, pero anunciaron su futura importancia en la guerra naval, aumentando el interés por ellos.

### Submarinos en Hispanoamérica
El primer submarino fue el Hipopótamo 
construido por José Rodríguez Labandera en Ecuador quien, junto a José Quevedo, cruzó el río Guayas el 18 de septiembre de 1838. Rodríguez Labandera realizó algunos arreglos al Hipopótamo y volvió a cruzar el mismo río en dos ocasiones más. Sin embargo, por falta de interés del gobierno, la nave quedó varada en las orillas del Guayas donde el tiempo se encargó de destruirla.
Luego, el Flach, diseñado y construido en 1866 por el ingeniero chileno-alemán Karl Flach, en el Astillero Duprat de Vaparaíso, comisionado por el gobierno de Chile durante la guerra que este país, junto a Perú, libró contra España entre 1864 y 1866. El invento de Flach era simple: totalmente hecho de hierro, el submarino de tubo fusiforme tenía una eslora de 12,5 m, una manga de 2,5 m y un peso cercano a las 100 t. Alcanzaba una velocidad de 2 a 3 nudos, impulsado a propulsión humana, con un sistema de cigüeñales y pedales que movían sus dos hélices, y se sumergía con un ingenioso sistema de arrastre de pesos de un lado a otro de la nave. Su armamento consistía en un cañón pequeño en una torreta de cubierta. Y en proa, otro cañón de retrocarga con una tapa en la boca para la lucha sumergido, tipo mortero de proyectiles de 20 kilogramos, que se podría destapar desde el interior para disparar a la quilla del barco a hundir a corta distancia. Contaba además con un ingenioso sistema de renovación de aire, por lo que su autonomía sumergido podía llegar a las 8 horas aproximadamente. Tenía una escotilla pero cada tanto, el buque debía salir a la superficie para saber si iba en la dirección correcta. Su tripulación constaba de 11 hombres. Tras algunas pruebas iniciales, la nave se hundió en la bahía de Valparaíso, con Flach, su hijo y otros tripulantes, el 3 de mayo de 1866.
Los intentos por tener un arma submarina en el Perú, datan desde la misma guerra contra España entre 1864-1866. En 1864, ingeniero Federico Blume tenía completamente diseñado su primer submarino y como contribución personal, ofreció generosamente al Gobierno peruano los planos de su invento, además de ofrecerse para comandarlo en acción para batir a la poderosa escuadra española que había tomado las Islas Chincha. La idea era crear un arma que permitiera atacar a la flota española con el mínimo de riesgo. Pero la guerra con España terminó y nunca se llegó a concretarse el proyecto. 
Años más tarde en 1879, Chile declararía la guerra al Perú por la Guerra del Pacífico y Blume comenzaría a desarrollar su submarino en junio de 1879, con sus propios recursos aplicando numerosas ideas originales de su invención. Este submarino tenía 48 pies de eslora (15 metros) y 7 de manga (2.1 metros). Fue construido con planchas de fierro de 1/4 de pulgada, sus escotillas eran estancas por frizas de jebe estaban situadas en dos torrecillas con visores, tenía refuerzos de cuadernas cada 3 pies, sus 2 tubos de ventilación de latón que podían subir y bajar manualmente por un dispositivo especial y los cuales tenían una función de admisión y escape de aire al interior auxiliados por un ventilador de aspas (era un sistema que hoy podría llamarse tipo Snorkel).
El tanque de agua contaba con niveles para conocer las lecturas del lastre durante la inmersión y un sistema de émbolo para controlar el lastre en las maniobras de inversión y aflorada. También se contaban con 2 barómetros de mercurio, uno media la presión interior y el otro estaba conectado por un extremo al mar haciendo la función de manómetro de profundidad. La hélice era de tres palas, se propulsaba por el trabajo muscular de 8 hombres sobre un eje de 7 pies de largo, el que accionaba al par de la hélice, la bomba de achique y al ventilador. Era operado manualmente por seis a ocho hombres de una tripulación total de once. 
El 14 de octubre, Blume comienza sus pruebas de mar en Paita, al norte del Perú. Durante tres semanas de intensas pruebas, el Toro Submarino realizó más de 19 inmersiones de más de una hora lo que permitió ajustar el diseño y obtuvieron asombrosas cifras para el estado de la técnica en aquel tiempo: podía sumergirse 12 pies (3.6 metros) con el sistema tipo snorkel y una velocidad máxima de 3 nudos e inmersión máxima de 72 pies (22 metros). Para poder convencer al presidente del Perú Nicolás de Piérola, se organizó una demostración oficial del submarino en el Callao, a donde fue llevado secretamente. En esta prueba con presencia del Ministro de Defensa y Marina peruano y varias autoridades, estuvo sumergido por 30 min. sin ningún inconvenientes. El resultado era obvio, se aprobó el uso de esta arma contra la escuadra Chilena. El Toro Submarino se convertiría el primer sumergible operativo de América Latina.
El Gobierno peruano nombra una junta de marinos y asigna recursos para la construcción de otro sumergible con características superiores de diseño, pretendiéndose eliminar los 2 tubos de aire, empleando aire comprimido para que respire la tripulación en inmersión y eliminación de una de las torrecillas. Así también se le añadió al diseño del casco una quilla vacía en proa junto con un pequeño motor tipo Otto en popa para darle mayor velocidad de avance y mayor alcance en superficie. La construcción del nuevo submarino estaba avanzada en una Factoría del Callao. Sin embargo, el desarrollo adverso de la guerra para Perú y el inminente inicio del Bloqueo del Callao en 1880, hizo que la Marina de Guerra del Perú dispusiera su uso y preparará al Toro Submarino con torpedos tipo Lay o con 04 minas de 10 libras de dinamita cada una y controlador de tiempo que se adherían a los casos de un buque enemigo. Su objetivo principal sería avanzar en la noche y atacar a las fragatas blindadas Cochrane o Blanco Encalada que merodeaban la bahía del Callao.
En la primera oportunidad en donde los dos blindados chilenos estaban anclados cerca de la isla San Lorenzo, se preparó el ataque, el Toro ya estaba armado y sumergido, pero las fuerzas chilenas fueron advertidas por sus espías: «Los peruanos preparan un ataque con un arma secreta muy poderosa». Este aviso hizo que la escuadra de Chile se moviera de sus fondeaderos hacia el sur, teniendo como consecuencia que la misión se abortase. Los buques chilenos tomarían en adelante la precaución de no rondar en las cercanías para evitar ataques con minas o torpedos. El 17 de enero de 1881, ante la inminente ocupación de la capital peruana por la tropas chilenas, se da la orden de hundir a todas las naves de la escuadra peruana en el Callao, incluido al Toro submarino, a fin de evitar su captura por el enemigo.

### Submarinos de propulsión mecánica (finales delsigloXIX)

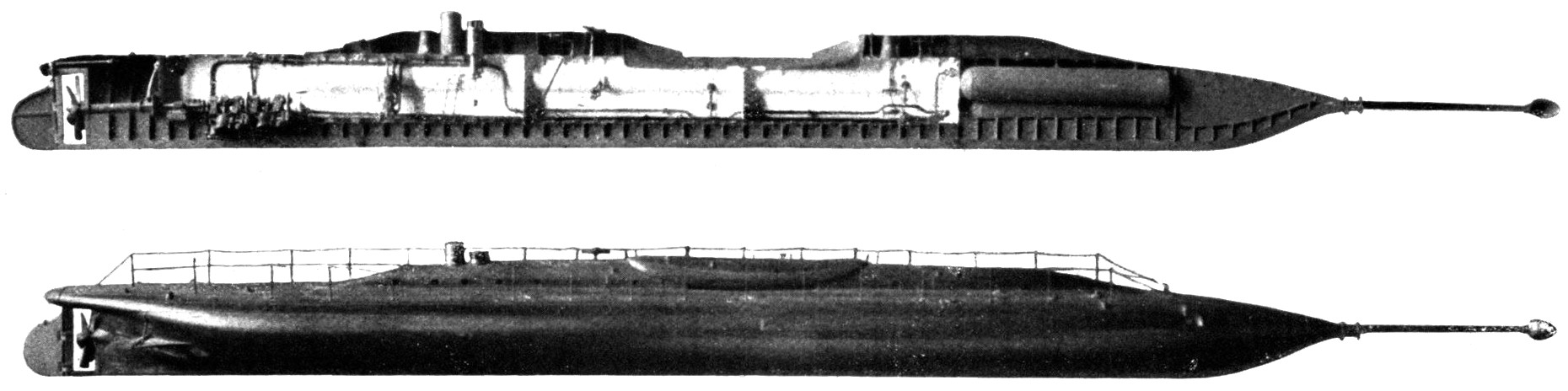
Plongeur Q00, el primer submarino cuyo sistema de propulsión no era la tracción humana.

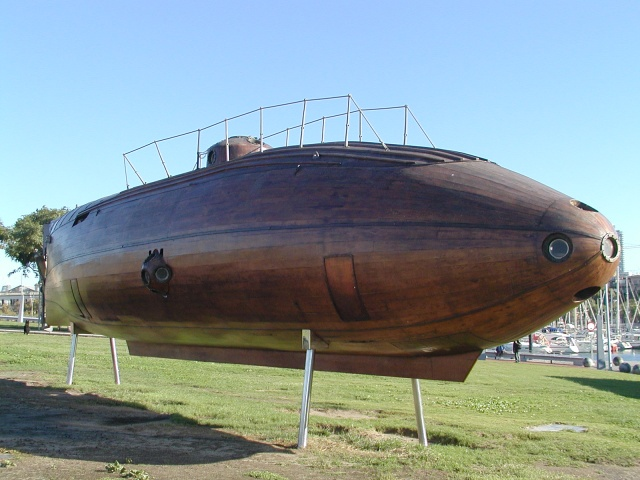
Réplica del submarino de madera de Monturiol Ictíneo II en el Puerto Viejo de Barcelona.

El primer submarino cuyo sistema de propulsión no era la tracción humana fue el francés Plongeur Q00, botado en 1863, que usaba aire comprimido a 12,4 bar (180 PSI).
El primer submarino con motor de combustión fue el Ictíneo II, propulsado por vapor y peróxido, construido en Barcelona en 1864 por Narciso Monturiol y botado el 2 de octubre de 1864 en la Barceloneta. Medía 17 m de largo y desplazaba 65 t. Inicialmente la propulsión era una hélice que giraba mediante manubrios accionados por 16 hombres, pero en vista del escaso rendimiento dos años más tarde se añadió un motor a vapor de 6 CV, realizando el 22 de octubre de 1867 la primera salida a vapor. La nave estaba diseñada para albergar una tripulación de dos personas, sumergirse 30 m y permanecer bajo el agua dos horas. En la superficie usaba un motor a vapor, pero bajo el agua dicho motor habría consumido rápidamente el oxígeno del submarino, por lo que Monturiol recurrió a la química para inventar un motor que consumía una mezcla de clorato potásico, zinc y peróxido de manganeso. La elegancia de este método era que la reacción que movía la hélice liberaba oxígeno, que tras ser tratado se usaba en el casco para la tripulación y también alimentaba un motor de vapor auxiliar que ayudaba a propulsar la nave bajo el agua. A pesar de las exitosas demostraciones en el puerto de Barcelona, Monturiol no logró interesar a la armada española o de cualquier otro país. 
En 1870, el escritor francés Julio Verne publicó el clásico de ciencia ficción Veinte mil leguas de viaje submarino, que narraba las aventuras de un inventor inconformista en el Nautilus, un submarino más avanzado que todos los existentes en la época. La historia inspiró a los inventores para construir submarinos más avanzados. 
El primer submarino impulsado por energía eléctrica y construido en serie, fue el submarino del inventor polaco Stefan Drzewiecki: 50 unidades fueron construidas en 1881 para la Armada de Rusia. El mismo inventor construyó en 1908 el submarine Pochtovy con propulsión diésel.
Las discusiones entre el reverendo inglés George Garrett y el experto industrial y comercial sueco Thorsten Nordenfelt llevaron a una serie de submarinos impulsados a vapor. El primero fue el Nordenfelt I (1885), un buque de 56 toneladas y 19,5 m de largo parecido al malogrado Resurgam de Garrett (1879), con un alcance de 240 km y armado con un único torpedo. Como el Resurgam, funcionaba a vapor en la superficie y apagaba el motor para sumergirse. Grecia, temerosa del regreso de los otomanos, lo compró. Nordenfelt construyó entonces el Nordenfelt II, un submarino de 30 m de largo con dos tubos de torpedos, que vendió a la preocupada armada alemana. Los esfuerzos de Nordenfelt culminaron en 1887 con el Nordenfelt IV, con motores y torpedos gemelos. Fue vendido a los rusos, pero resultó ser inestable, encalló y fue desguazado. 

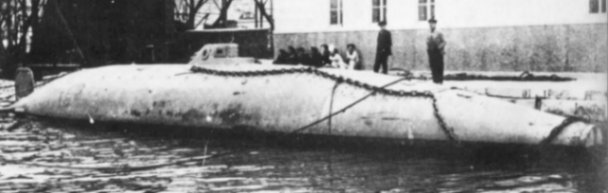
El submarino Peral, armado con torpedos en 1888. Su casco puede verse actualmente en Cartagena (España).

El primer submarino militar completamente útil fue el submarino de Peral de propulsión eléctrica construido por el ingeniero, marino y profesor español de física matemática en la Escuela de Ampliación de Estudios de la Armada, Isaac Peral y Caballero para la Armada Española, prototipo que iba a ser usado en la guerra hispano-estadounidense. Se botó el 8 de septiembre de 1888. Tenía un tubo lanzatorpedos, con dos torpedos de recarga además del que iba ya montado en el tubo, nuevos sistemas de aire, un casco ahusado, propulsor y controles externos con forma de cruz, anticipando diseños muy posteriores. Su velocidad subacuática era de 10 nudos, pero adolecía de un corto alcance debido a la alimentación por baterías de sus sistemas. Las baterías eran una modificación de Peral de un sistema zinc-dicromato potásico. En junio de 1890, el submarino de Peral lanzó el primer torpedo de la historia disparado con éxito, desde un submarino sumergido en el mar. La armada española terminó cancelando el proyecto. Muchos más submarinos fueron construidos en esta época por varios inventores, pero no llegarían a ser armas eficaces hasta bien entrado el siglo XX. 

### De finales delsigloXIXa la Primera Guerra Mundial
El cambio de siglo supuso una época crucial en el desarrollo de los submarinos, haciendo su debut un número importante de tecnologías, y siendo construidos y adoptados ampliamente por varios países. La propulsión diésel-eléctrica pasaría a ser el sistema de energía dominante y artilugios tales como el periscopio serían normalizados. Se efectuaron un gran número de experimentos sobre tácticas y armas efectivas para los submarinos, lo que culminaría con el gran impacto que supusieron en la próxima Primera Guerra Mundial.
En el año 1888 y bajo la amenaza de Alemania en las islas Canarias, Isaac Peral anunciaba su intención de crear un submarino, ante la amplia aceptación popular comenzó con el proyecto y a final de ese mismo año era botado en Cádiz el submarino Peral que incluía por primera vez un motor eléctrico y un periscopio, el submarino contaba con 22 metros de eslora.
En 1895, el inventor irlandés John Philip Holland diseñó un submarino que, por primera vez, equipaba un motor de combustión interna en superficie y un motor eléctrico alimentado por baterías bajo el agua. En 1902, Holland recibió la Patente USPTO n.º 708553. Algunos de sus buques fueron comprados por los Estados Unidos, el Reino Unido, la Armada Imperial Rusa y Japón.
La Armada Imperial Japonesa comenzó su servicio de submarinos con cinco Holland tipo VII comprados a la Electric Boat Company en 1904. Las cinco naves fueron entregadas en secciones, llegando a Japón el 14 de junio de 1904. Después de re-armarlos, los cinco Holland estuvieron listos para combatir en agosto de 1905, pero la guerra Ruso-Japonesa estaba cerca de su fin por esa fecha, y ningún submarino japonés vería acción en esa guerra.

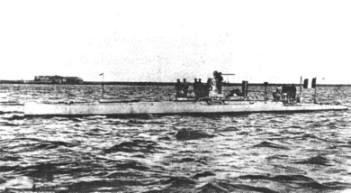
El submarino francés de 1900 Narval

Encargado en junio de 1900, el submarino a vapor y eléctrico Narval, diseñado por el francés Maxime Laubeuf y por el ingeniero español Raymondo Lorenzo d'Equevilley Montjustin, reintrodujo el clásico diseño de doble casco, con un casco de presión dentro del casco exterior ligero. Este buque de 200 t tenía una autonomía de unas 100 millas en superficie y unas 10 millas bajo el agua. El submarino francés de 1904 Aigrette (‘martinete’) mejoró el concepto al usar un motor diésel para la navegación en superficie. Se construyó un gran número de estos submarinos, con 74 terminados antes de 1914.

### Submarinos en la Primera Guerra Mundial
Durante la Primera Guerra Mundial los estrategas militares dieron verdadera importancia a las batallas navales. Primero trataron con modelos que usaban energía diésel y eléctrica pero requerían ser recargados con frecuencia y solo alcanzaban una velocidad máxima de 10 nudos (18 km/h). 

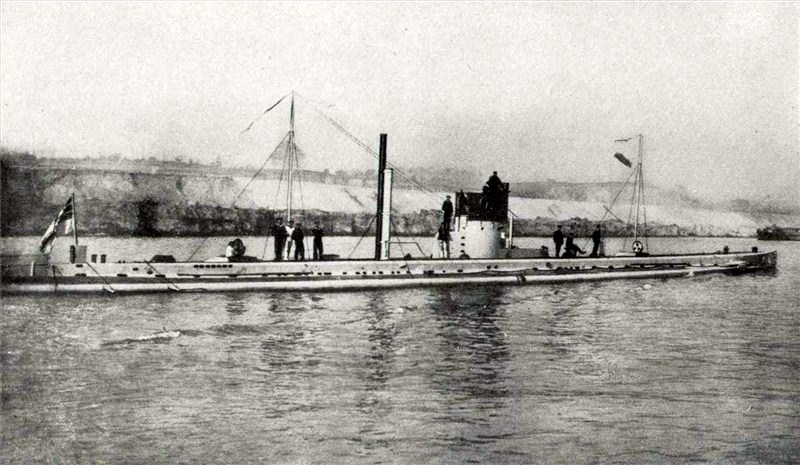
Submarino alemán U9 (1910). Bajo el mando de Otto Weddigen, hundió tres cruceros británicos en pocos minutos en septiembre de 1914.

La primera vez que los submarinos militares tuvieron un impacto significativo en batalla fue en la Primera Guerra Mundial. Cuerpos como los U-Boot alemanes actuaron en combate en la batalla del Atlántico y fueron responsables del hundimiento del RMS Lusitania, lo que recibe buena parte del crédito de la decisión de Estados Unidos de entrar en la guerra.
La capacidad de los U-Boot para servir como máquinas de guerra útiles residía en nuevas tácticas, en su número y en tecnologías submarinas tales como el sistema de energía diésel-eléctrico que había sido desarrollado en años anteriores. Más como barcos sumergibles que como submarinos modernos, los U-Boot operaban primordialmente en superficie usando motores convencionales, usando sus baterías para sumergirse ocasionalmente y realizar ataques. Su casco tenía una sección aproximadamente triangular, con una quilla distintiva, para controlar el oleaje, y una proa distintiva. En 1916, el serbio Konjovic, al servicio de Austria-Hungría, entró en la historia como el primer piloto que destruyó un submarino desde el aire, concretamente un submarino francés en el Adriático. Cuando vio que había supervivientes tras el bombardeo, amerizó su hidroavión y los salvó. Por esta acción heroica, el gobierno francés le condecoró el 14 de febrero de 1968 con un reconocimiento especial por el heroísmo, humanidad y compasión en las batallas marítimas. Todavía hoy hay un retrato de Konjovic salvando a los marineros en la sede oficial de la armada francesa.

### Avances entre las guerras mundiales
Varios diseños de submarinos nuevos fueron desarrollados en los años entre las guerras mundiales. Entre los más notorios estaban los submarinos portaaviones, equipados con un hangar impermeable y una catapulta de vapor, que podía lanzar y recoger uno o más pequeños hidroaviones. El submarino y su avión podían así actuar como una unidad de reconocimiento por delante de la flota, un papel esencial en una época en la que el radar aún no existía. El primer ejemplo fue el HMS M2 británico, seguido del francés Surcouf y numerosos buques de la Armada Imperial Japonesa. El Surcouf de 1929 también fue diseñado como un «crucero submarino», destinado a buscar y entrar en combate en superficie contra la navegación comercial.

### Submarinos en la Segunda Guerra Mundial

#### Alemania

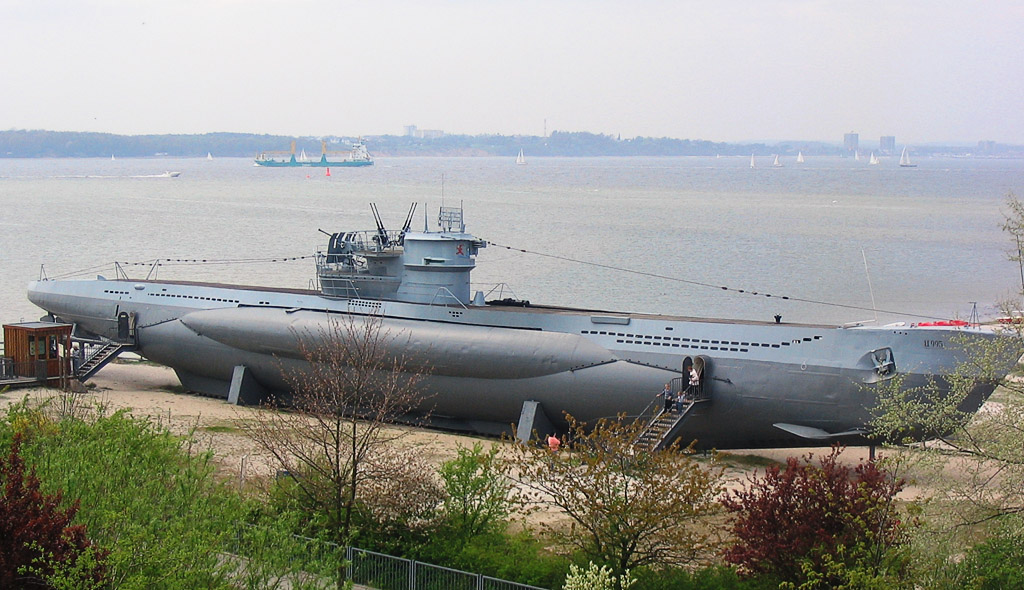
El U-995, expuesto en el Marine-Ehrenmal Laboe, Alemania.

Alemania tuvo la mayor flota de submarinos durante la Segunda Guerra Mundial. Debido a que el Tratado de Versalles limitaba las fuerzas navales de superficie, la reconstrucción de las fuerzas navales alemanas no había hecho más que empezar seriamente un año antes del estallido de la Segunda Guerra Mundial. Sin esperanzas de derrotar a la inmensamente superior Marina Real británica en el combate en superficie, el alto mando alemán detuvo de inmediato la construcción de grandes barcos de superficie con excepción del casi terminado Bismarck y dos cruceros, y dedicó sus recursos a los submarinos, que podían terminarse mucho más rápidamente. Aunque ampliar las instalaciones de producción y empezar la fabricación masiva costó la mayor parte de 1940, al final de la guerra se habían construido más de 1000 submarinos. 
Los submarinos alemanes tuvieron un efecto devastador en la batalla del Atlántico, intentando (pero finalmente fracasando) cortar las rutas de suministro británicas al hundir más barcos de los que los ingleses podían reemplazar. Estas rutas eran vitales para la alimentación y la industria británicas, así como para el armamento estadounidense. Aunque los U-Boot habían sido mejorados en los años anteriores, las mayores mejoras fueron las de las comunicaciones, cifradas gracias al uso de la famosa máquina de cifrado rotativo Enigma. Esto permitió las tácticas de ataques masivos o wolfpacks (en alemán Rudeltaktik), pero también la caída definitiva de los U-Boot.
Tras hacerse a la mar, los U-Boot operaban de forma prácticamente independiente para localizar convoyes en las zonas que les había asignado el alto mando. Si encontraban uno, el submarino no atacaba inmediatamente, sino que lo seguía de cerca para permitir que otros submarinos de la zona encontrasen al convoy. Luego se agrupaban en una fuerza mayor y atacaban simultáneamente al convoy, preferiblemente de noche y en superficie. 
En la primera mitad de la guerra, los submarinos alemanes lograron éxitos espectaculares con estas tácticas, pero muy pocos tuvieron algún efecto decisivo. En la segunda mitad, Alemania tenía submarinos suficientes, pero esto era contrarrestado por los Aliados por el número igualmente mayor de buques de escolta, aviones y avances técnicos como el radar y el sónar. Huff-Duff (sistema de radio detección de alta frecuencia, en inglés high frecuency direction finding, o abreviado Huff-Duff, sistema de alerta temprana consistente en la localización del submarino mediante radiogoniómetros cuando este emerge para radiar) y ULTRA permitieron a los Aliados guiar a los convoyes entre los wolfpacks cuando los detectaban por sus transmisiones de radio. 
Winston Churchill escribió que la amenaza de los U-Boot fue lo único que le llegó a provocar dudas sobre la victoria final de los Aliados (en referencia al tipo XXI).

#### Japón

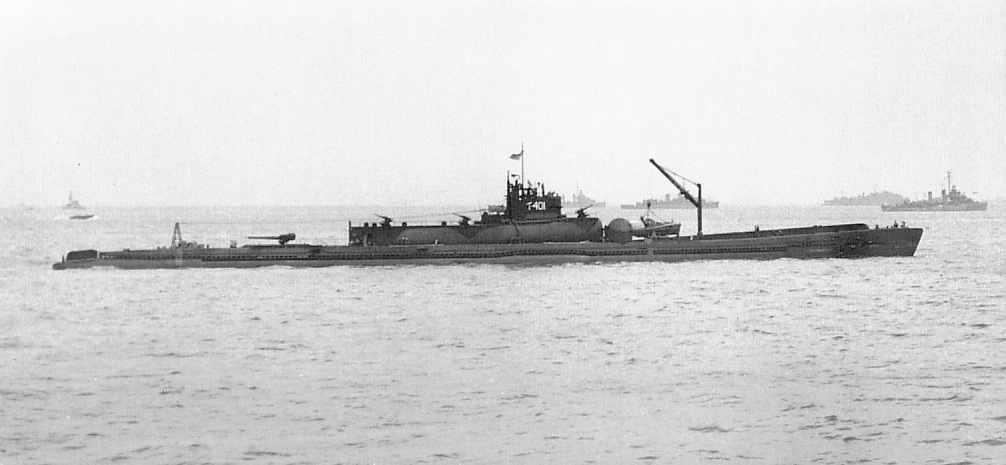
Submarino de clase I-400 de la Armada Imperial Japonesa, la mayor de la Segunda Guerra Mundial.

Japón tuvo la flota más diversa de submarinos de la Segunda Guerra Mundial, incluyendo torpedos humanos suicidas (Kaiten), submarinos enanos (Kō-hyōteki, Kairyū), submarinos de tamaño medio, submarinos especializados en el aprovisionamiento (la mayoría para uso del ejército), flotas de submarinos de larga distancia (muchos de los cuales llevaban un avión), submarinos con las mayores velocidades subacuáticas de la guerra (clase I-201) y submarinos que podían transportar múltiples bombarderos (el mayor de la guerra, el I-400). Estos submarinos también estaban equipados con los torpedos más avanzados de la guerra, los Tipo 95, propulsados por oxígeno.
En general, y a pesar de sus virtudes técnicas, los submarinos japoneses fueron relativamente ineficaces. Se usaron a menudo en ataques contra barcos de guerra, que eran rápidos y maniobrables y tenían mejores defensas que los barcos mercantes. En 1942, los submarinos japoneses hundieron dos portaaviones además de otros buques de guerra, pero no fueron capaces de repetir estos éxitos más adelante. A finales de ese año, los submarinos pasaron a usarse en el transporte de suministros a las guarniciones isleñas.

#### Estados Unidos

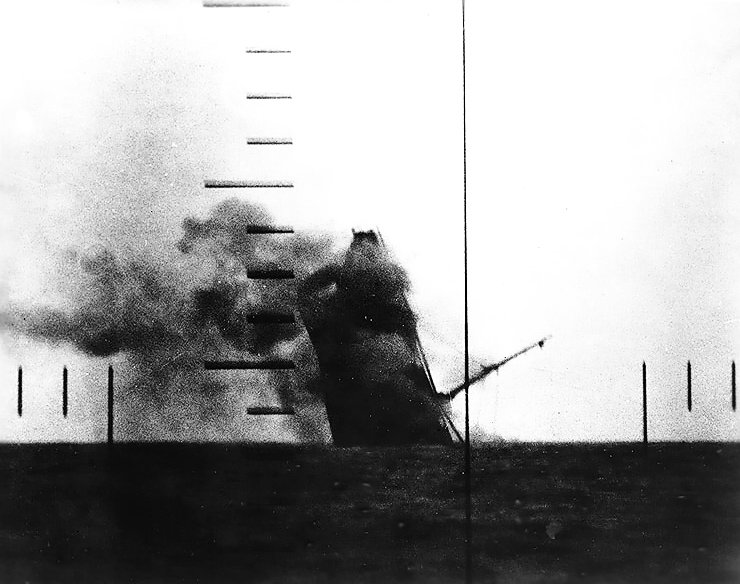
Fotografía de periscopio del USS Wahoo (SS-238) del hundimiento de un barco mercante japonés.

Los Estados Unidos usaron sus submarinos para atacar barcos mercantes (asalto comercial o guerre de course), destruyendo más barcos japoneses que todas las demás armas juntas. 
Donde Japón tenía los mejores torpedos de la guerra, la marina estadounidense tenía quizá el peor, el torpedo a vapor Mark 14, con una espoleta de detonación magnética Mk 6 y una espoleta de contacto Mk 5, ninguno de los cuales era fiable. El mecanismo de control de profundidad del Mark 14 fue corregido en agosto de 1942, pero las pruebas de campo de los explosivos no fueron realizadas hasta mediados de 1943, cuando los ensayos en Hawái y Australia confirmaron los fallos. En un intento de corregir los problemas se puso en servicio un torpedo eléctrico sin estela, lo que provocó las pérdidas del USS Tang y el USS Tullibee como resultado de impactos de sus propios torpedos y graves daños en el USS Wahoo, debidos a un impacto circular en su proa antes de sufrir un bombardeo aéreo. 
Durante la Segunda Guerra Mundial, 314 submarinos prestaron servicio en la armada estadounidense, de los que 111 estaban en servicio el 7 de diciembre de 1941 y 203, de las clases Gato, Balao y Tench, lo hicieron durante la guerra, en la que se perdieron 52 de ellos y 3506 vidas. Los submarinos estadounidenses hundieron 1392 barcos enemigos con un tonelaje total de 5,3 millones de toneladas, incluyendo ocho portaaviones y unos 200 barcos de guerra.

#### Losschnorchel
Los submarinos diésel necesitaban aire para hacer funcionar sus motores, por lo que equipaban enormes baterías eléctricas para la operación subacuática. Esto limitaba su velocidad y autonomía cuando estaban sumergidos. Los schnorchel (una invención neerlandesa anterior a la guerra) fueron usados por los submarinos alemanes para navegar justo por debajo de la superficie, intentando evitar la detección visual y del radar. La armada alemana experimentó con motores de peróxido de hidrógeno (agua oxigenada) para permitir el uso del diésel bajo el agua, pero las dificultades técnicas eran enormes. Los Aliados experimentaron varios sistemas de detección, incluyendo sensores químicos para «oler» los gases de combustión de los submarinos.

### Submarinos modernos

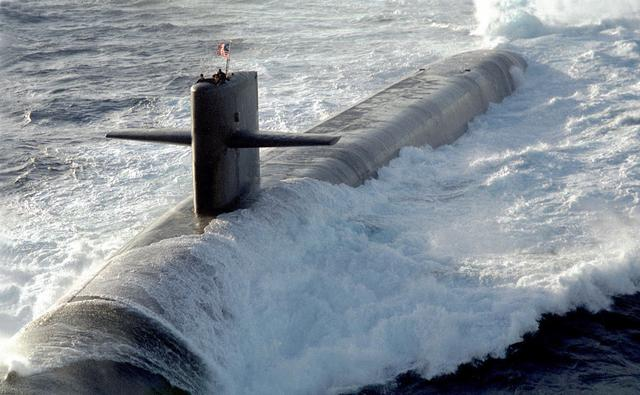
, submarino con misiles balísticos nucleares, emergiendo en el océano Atlántico a 93 kilómetros al sur de Puerto Rico.

En los años 1950, la energía nuclear reemplazó parcialmente a la propulsión diésel-eléctrica. Este sistema se desarrolló para extraer también oxígeno del agua del mar. Estas dos innovaciones dieron a los submarinos la habilidad de permanecer sumergidos durante semanas o meses, y permitieron viajes previamente imposibles, como la travesía del Polo Norte bajo la capa de hielo ártico por el USS Nautilus en 1958. La mayoría de los submarinos militares construidos desde esa época en los Estados Unidos y la Unión Soviética han sido propulsados por reactores nucleares. Los factores que limitan la permanencia subacuática de estos buques son los suministros alimenticios y los problemas psicológicos de una tripulación confinada en un espacio tan limitado. 
Aunque la mayor autonomía y rendimiento de los reactores nucleares implica que estos submarinos son mejores para misiones de larga distancia o de protección de una fuerza de portaaviones, los submarinos diésel-eléctricos han seguido siendo producidos por países con y sin capacidad nuclear, pues pueden ser más difíciles de detectar, salvo cuando necesitan usar su motor diésel para recargar las baterías. Los avances tecnológicos en insonorización, aislamiento y cancelación del ruido han erosionado sustancialmente esta ventaja. Mucho más limitados en cuanto a velocidad y capacidad armamentística, los submarinos convencionales son también más baratos de construir. La introducción de buques con propulsión anaeróbica ha provocado un resurgimiento de este tipo de submarinos. 
Durante la Guerra Fría, los Estados Unidos y la Unión Soviética mantuvieron grandes flotas de submarinos que jugaban al gato y el ratón. Esta tradición permanece en la actualidad a una escala mucho menor. La Unión Soviética sufrió la pérdida de al menos 4 submarinos durante este periodo: el K-129 se hundió en 1968 (la CIA intentó recuperarlo del fondo de océano con el buque Glomar Explorer diseñado por Howard Hughes), el K-8 en 1970, el K-219 en 1986 (episodio narrado en la película Hostile Waters) y el Komsomolets (el único submarino de clase Mike) en 1989 (que ostentaba un récord de profundidad entre los submarinos militares: 1000 m). Muchos otros submarinos soviéticos, como el K-19 (el primer submarino soviético nuclear y que navegó bajo el Polo Norte) sufrieron graves daños por incendios o fugas radiactivas. Los Estados Unidos perdieron al menos tres submarinos en esta época: el de propulsión diésel USS Cochino (por un fallo técnico en el mar de Bahrents el 25 de agosto de 1949); y los nucleares USS Thresher (también por un fallo técnico) y USS Scorpion (por causa desconocida). En agosto de 2000 ocurrió el desastre del submarino ruso K-141 Kursk. 
El hundimiento del PNS Ghazi en la guerra indo-pakistaní de 1971 fue la primera baja de un submarino en la región del Subcontinente Indio. El Reino Unido usó submarinos nucleares contra Argentina en 1982 durante la guerra de las Malvinas. El submarino atómico HMS Conqueror fue el primer submarino nuclear en entrar en combate, hundiendo al buque de guerra argentino ARA General Belgrano en zona neutral mientras se negociaba un acuerdo de paz promovido por la ONU. 
En los últimos años se han desarrollado submarinos robóticos (vehículo submarino no tripulado, también conocidos como "drones submarinos") que al prescindir del factor humano permiten descender a grandes profundidades con menos costes, existen de dos tipos generales, los operados remotamente o ROV (del inglés Remotely Operated Vehicle), y los autónomos, guiados por algún tipo de software.

## Narcosubmarinos

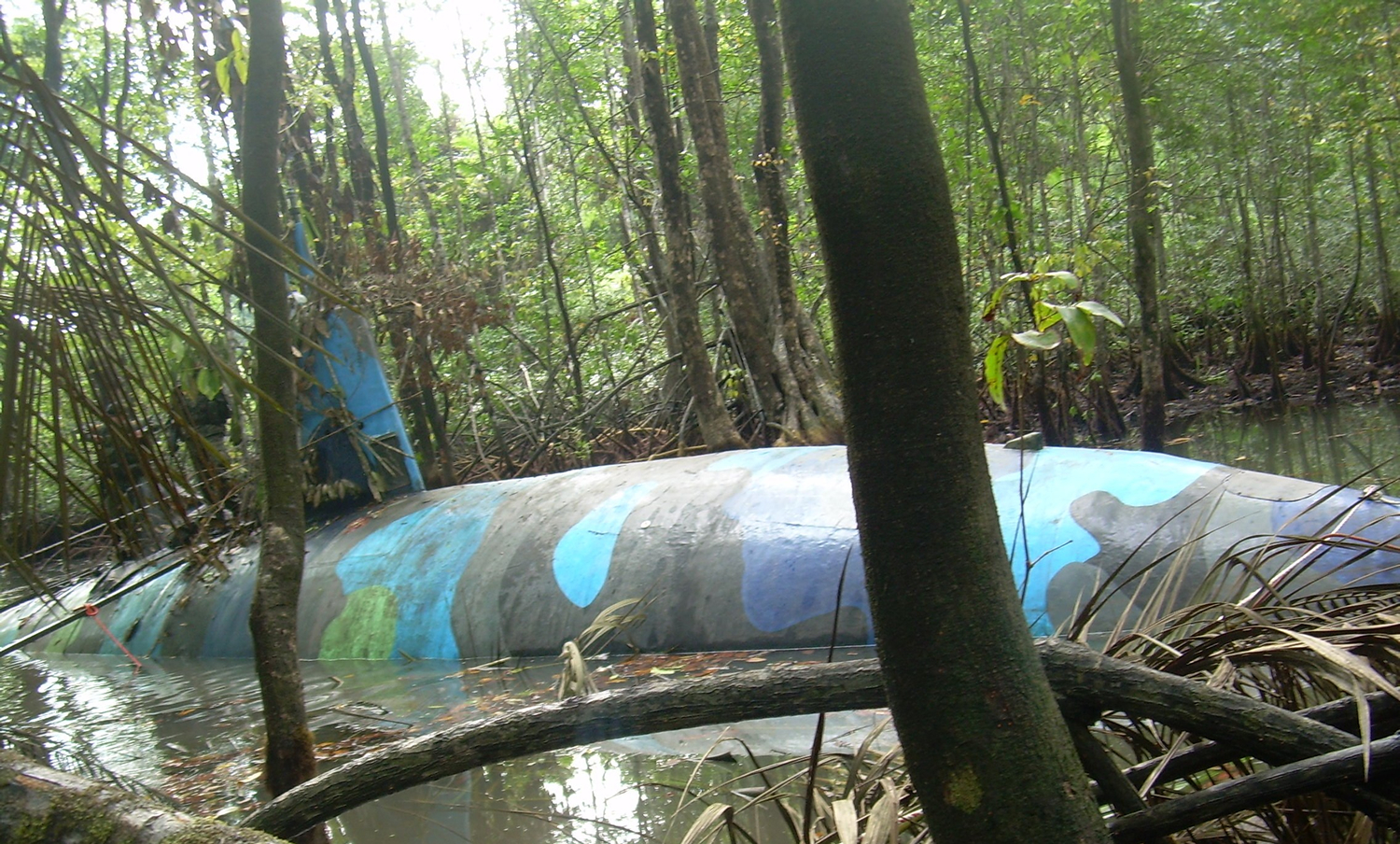
Un narcosubmarino en Ecuador en julio de 2010. Esta nave fue un verdadero submarino con capacidad de inmersión de hasta 20 metros. Fue incautado antes de su viaje inaugural.

Un narcosubmarino, es un vehículo marino autopropulsado personalizado construido por narcotraficantes principalmente mexicanos o colombianos para transportar cocaína ilegalmente de Colombia a los Estados Unidos y a España. Algunos son verdaderos submarinos capaces de viajar bajo la superficie del agua pero otros tienen una estructura que los convierten en incapaces de aguantar la presión de una inmersión total aunque su estética recuerda a la de un submarino convencional, por lo que se tratan en realidad de semisumergibles. 
Los narcosubmarinos empezaron a ser usados al final de la década de los 1990. Los narcosubmarinos de más reciente construcción son 'casi completamente' sumergibles con el fin de ser difíciles de detectar visualmente, por radar, sonar o sistemas infrarrojos. Las cargas suelen ser de varias toneladas. En 2015, se incautó en un semisumergible la carga más grande conocida, de unas 7.7 toneladas (17 000 libras). Las capacidades de estas embarcaciones van en aumento (algunas son capaces de cruzar el Océano Atlántico); sus capacidades operativas, autonomía y radio de acción se están ampliando; y su número está creciendo.

## En el cine
Se ha desarrollado un género especial de películas sobre submarinos, que han resultado ser elementos populares debido al peligro, el drama y la claustrofobia asociados a ellos, así como el suspense del juego del gato y el ratón que es la guerra submarina. Algunas de las primeras películas fueron Operación Pacífico, The Enemy Below y Run Silent, Run Deep, basada ésta en una novela clásica. Películas más modernas son La caza del Octubre Rojo, Das Boot, U-571 y Marea roja. K-19: The Widowmaker trata sobre el primero de los muchos desastres que sufrió el submarino soviético. Abajo el periscopio es una comedia con Kelsey Grammer que tiene lugar en un submarino diésel.
Otro caso célebre del submarino en la cultura popular estuvo presente en Yellow Submarine (pelicula) película animada protagonizada por Los Beatles.